# Juifs yéménites
Pour un article plus général, voir Histoire du Yémen.

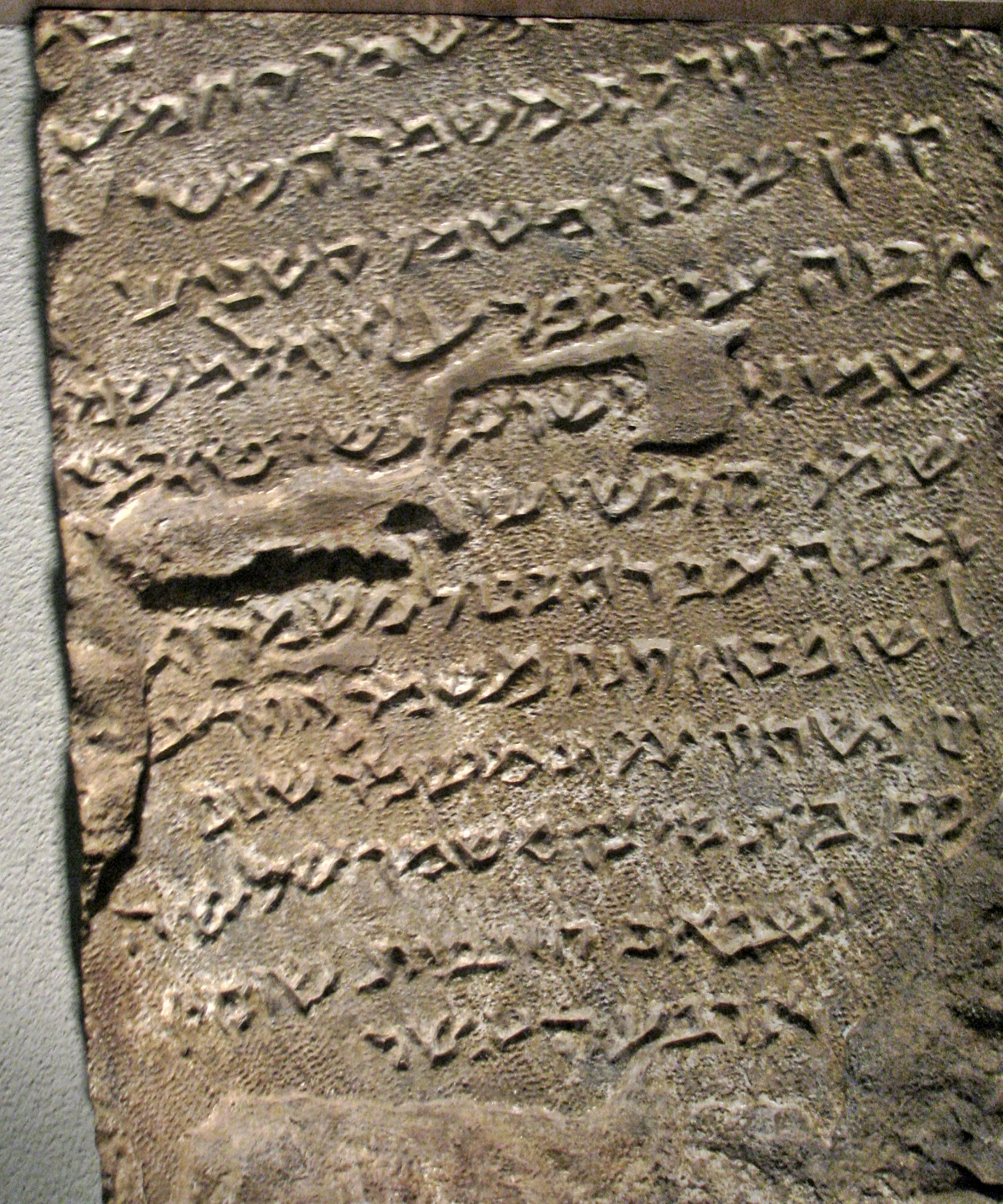
Pierre de fondation d'une mosquée, issue d'une synagogue et indiquant 24 divisions sacerdotales juives devant servir au Temple de Jérusalem, Sanaa

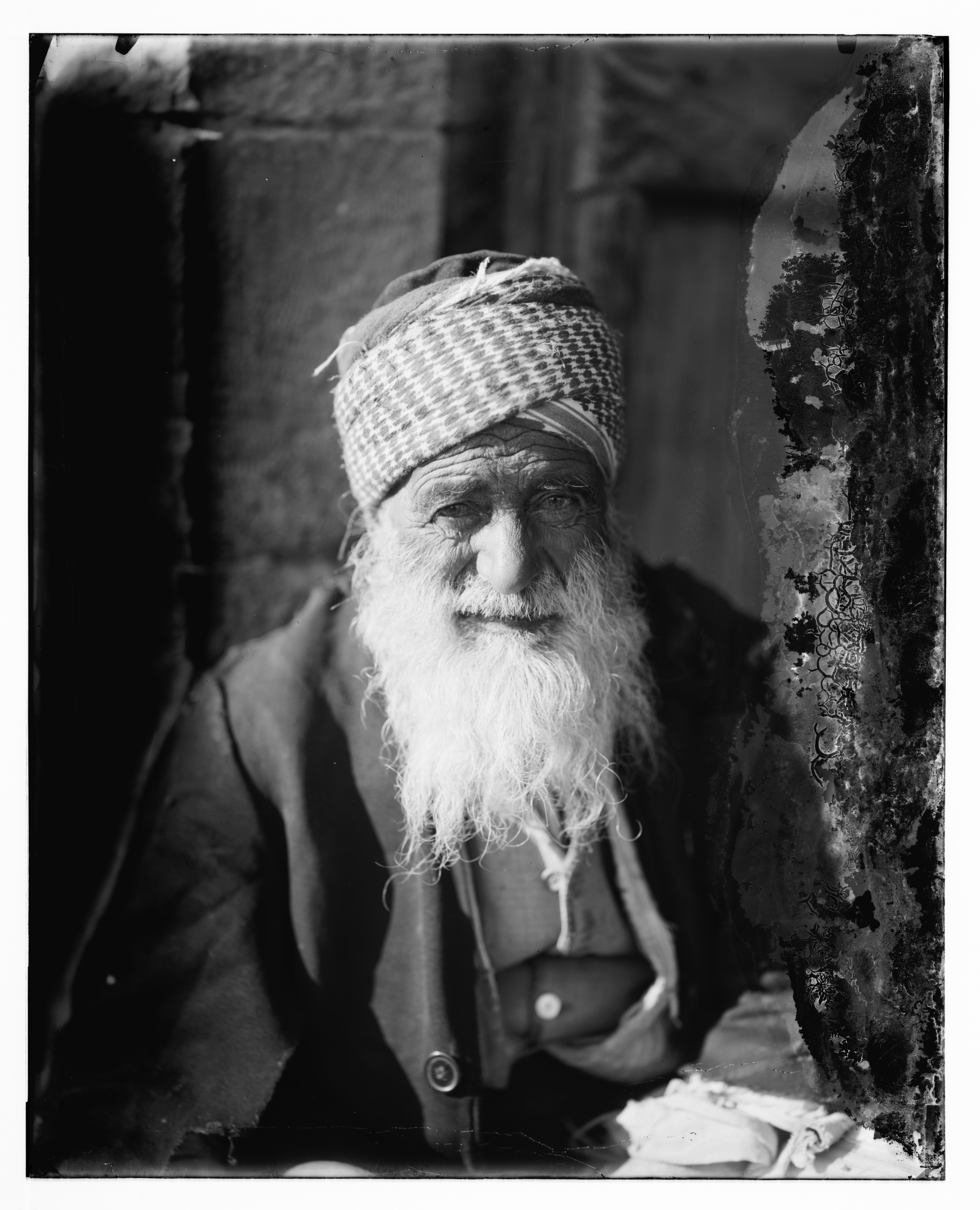
Juif yéménite (entre 1898 et 1914)

Les Juifs yéménites sont des Juifs qui vivaient, ou dont les ancêtres récents vivaient au Yémen, dans la pointe sud de la péninsule Arabique. Ils forment un groupe majeur des Juifs arabes et plus largement des Juifs orientaux dits Mizrahim.

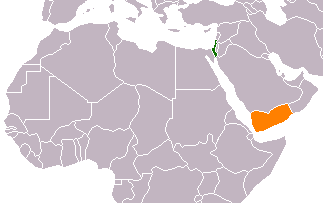
Localisation Yémen (orange), Israël (vert)

Membres de l'une des communautés juives les plus anciennement établies, ils ont émigré à partir du XIXe siècle en Israël, où ils se trouvent actuellement pour leur majeure partie.

## Aux premiers temps

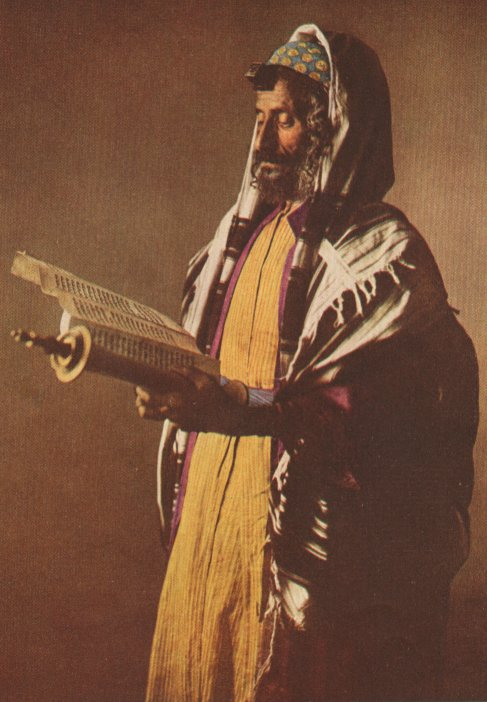
Juif yéménite (entre 1898 et 1914)

### Un royaume juif yéménite auxIVe–VIesiècles
Le premier royaume à réussir la conquête de la totalité de l'Arabie méridionale est le royaume de Himyar, à la fin du IIIe siècle apr. J.-C. La dynastie himyarite s'efforce d'unifier religieusement le pays. Le choix du christianisme présenterait l'inconvénient d'impliquer un assujettissement à l'Empire byzantin chrétien. Les rois de Himyar font donc le choix du judaïsme, se convertissent mais n'en font pas la religion officielle.
En 380, Abîkarib As'ad et ses corégents se convertissent au judaïsme. L'influence prépondérante du judaïsme dans le Yémen du Ve siècle et la conversion de la dynastie himyarite à cette religion paraissent assurées, même si modalités et conséquences sont encore discutées. Cette première révolution met un terme définitif au polythéisme ancestral. Peu à peu, se diffuse le christianisme qui est vu comme une secte et combattu comme tel. Ainsi, vers 470 a lieu le martyre d'Azqir sous le règne de Sharahbi'îl Ya'far. Une lutte religieuse éclate entre chrétiens et Juifs sur fond de guerre civile. Dès 519, le roi d'Éthiopie Caleb Ella Asbeha soutient activement le coup d'État du chrétien Madîkarib Yafur sur le trône. En juin 522, il sera exécuté par le monarque juif Yusuf As'ar Dhū Nuwas qui s'empresse d'asseoir son pouvoir en lançant une grande persécution des chrétiens dont le comble se situe en novembre 523 avec le martyre de saint Aréthas à Najrân.
Le chrétien Madîkarib Yafur doit lancer une expédition punitive en Arabie centrale pour châtier la révolte en juin 521 du Kindite juif Al-Hârith qui refuse de reconnaître son usurpation. Avec le roi juif Yusuf As'ar Dhu Nuwas, c'est Najrân qui refuse de se soumettre en juillet 523. Enfin, l'Empire demeure impuissant à contrer la grande invasion par les Abyssins mandatés par le Basileus en 525. Le roi Yusuf se suicide.
Le christianisme s'implante ainsi grâce aux forces étrangères, balayant les derniers foyers judaïques forcés à se convertir ou à partir. Le roi Sumûyafa Ashwa est intronisé puis renversé en 535 par le chef du corps expéditionnaire abyssin toujours présent, Abraha, qui transfère la capitale de Zafâr à Sanaa. L'occupation abyssine n'est pas bien acceptée. Ainsi, en 570, un prince juif yéménite, Sayf Ibn Dhi-Yaz'an, fait appel aux Perses pour chasser les Abyssins, ce qui entraîne l'invasion perse sassanide du pays, qui renverse le roi abyssin Masrûq.
Procope de Césarée, historien byzantin (500-560) « signale la campagne des Éthiopiens contre les Himyarites "qui étaient tous juifs" » dans son ouvrage De Bello Persico (I, ch. 20). Selon Procope, les Éthiopiens du royaume d'Aksoum ont entrepris la conquête du Yémen au VIe siècle pour mettre fin aux persécutions dont les chrétiens himyarites étaient victimes de la part du roi juif Dhu Nuwas. Les inscriptions explicitement juives sont aujourd'hui une dizaine : elles invoquent le « Seigneur des juifs », le « peuple d'Israël » ou se terminent par shalôm ou amen.

### Royaume chrétien auVIesiècle
De 525 à 570, le Yémen devint officiellement un royaume chrétien, à la suite de la défaite du dernier roi juif himyarite, Yusuf Dhu Nuwas, contre le royaume d'Aksoum (État de la Corne de l'Afrique situé au nord de l'Éthiopie), allié de l'Empire byzantin. « L'expédition aksoumite de 525 élimine le pouvoir juif et le remplaça par des souverains chrétiens, d'origine tout d'abord himyarite, puis éthiopienne ».
Nombre de Juifs de Himyar se convertirent au christianisme pour avoir la vie sauve ; certains continuèrent en pratiquer leur foi en secret, formant une communauté de crypto-juifs.

### Apparition de l'islam auVIIesiècle

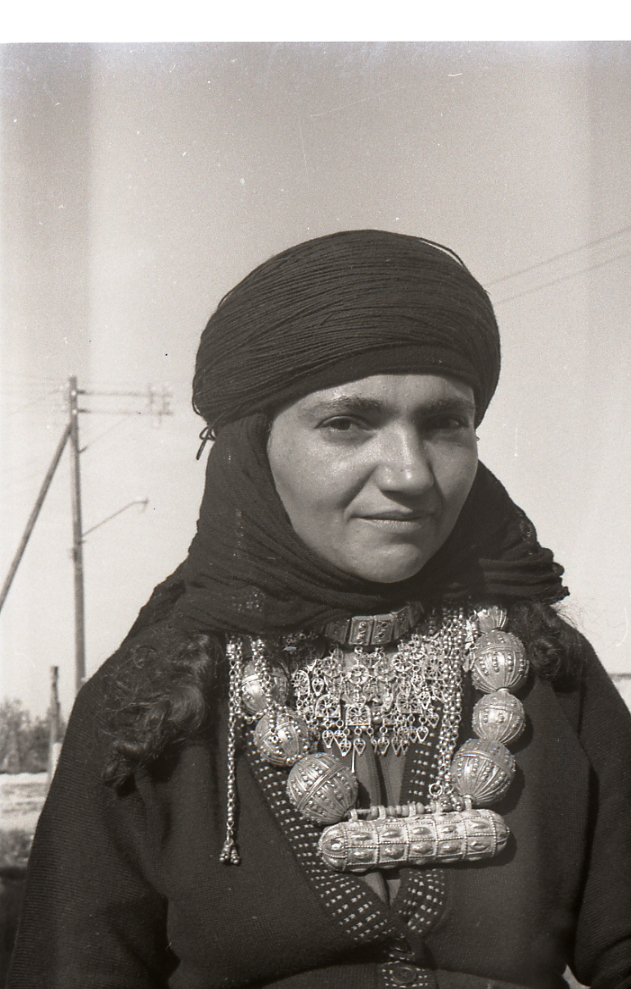
Juive de Hadhramaut (1964)

À partir de 571 à 632, c'est la grande période de la domination perse sassanide. Puis arrive l'ère musulmane à partir de 632.
« Dès la période de pouvoir des califes bien guidés (632-661) les ports riverains du golfe d'Aden tirèrent profit de l'avancée de l'islam en devenant des centres commerciaux de première importance à la croisée des routes de l'Asie, de l'Afrique et du Levant. Les communautés juives, établies depuis la période préislamique, se développèrent ».
La communauté juive d'Aden connut son "âge d'or" sous le règne des Ayyubides (1173-1229) et sous celui des Rassoulides (1229-1454), durant lesquels la ville fit office de plaque tournante du commerce maritime entre la Méditerranée et l'Océan indien. Parmi les notables dont l'histoire a gardé le nom, Madmun ibn Hasan ibn Bundar, Juif adénite représentant des douanes califales (mort en 1151) ; il affréta en association avec des marchands musulmans un navire qui ouvrit une route maritime entre Aden et Ceylan.
Les Juifs d'Aden étaient dans leur majorité tournés vers l'autorité religieuse des académies babyloniennes (en Irak). Cependant, au XIIe siècle, les karaïtes opposés aux préceptes dictés par les académies babyloniennes, eurent une activité importante à Aden, où leur communauté se maintint jusqu'au XVIe siècle.

### Juifs du Yémen et Moïse Maïmonide

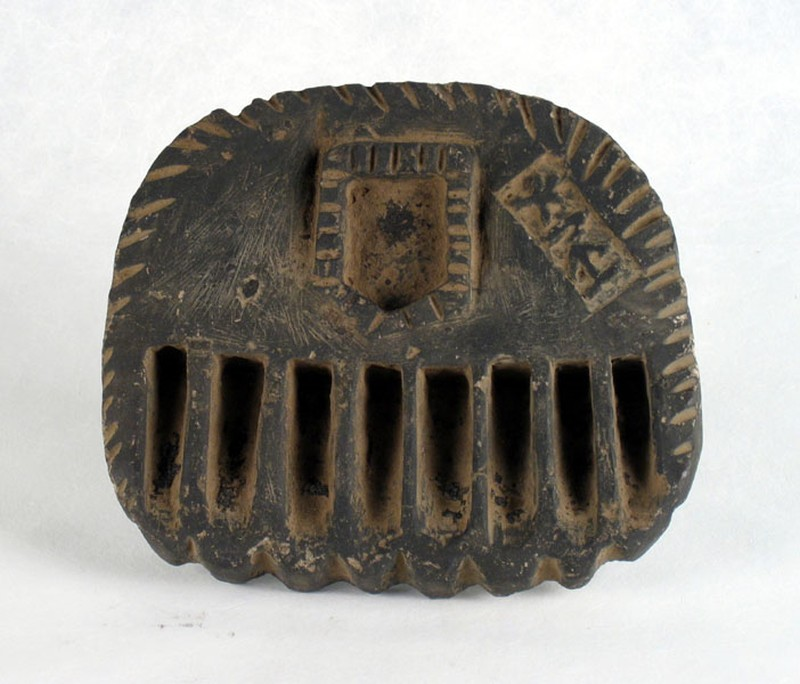
Lampe de Hanouccah du Yemen (XXe s.)

## Groupes religieux
Les Juifs yéménites se subdivisent en trois grands groupes religieux:
- les Baladi
- les Shami
- les Maïmonidéens ou « Rambamistes »

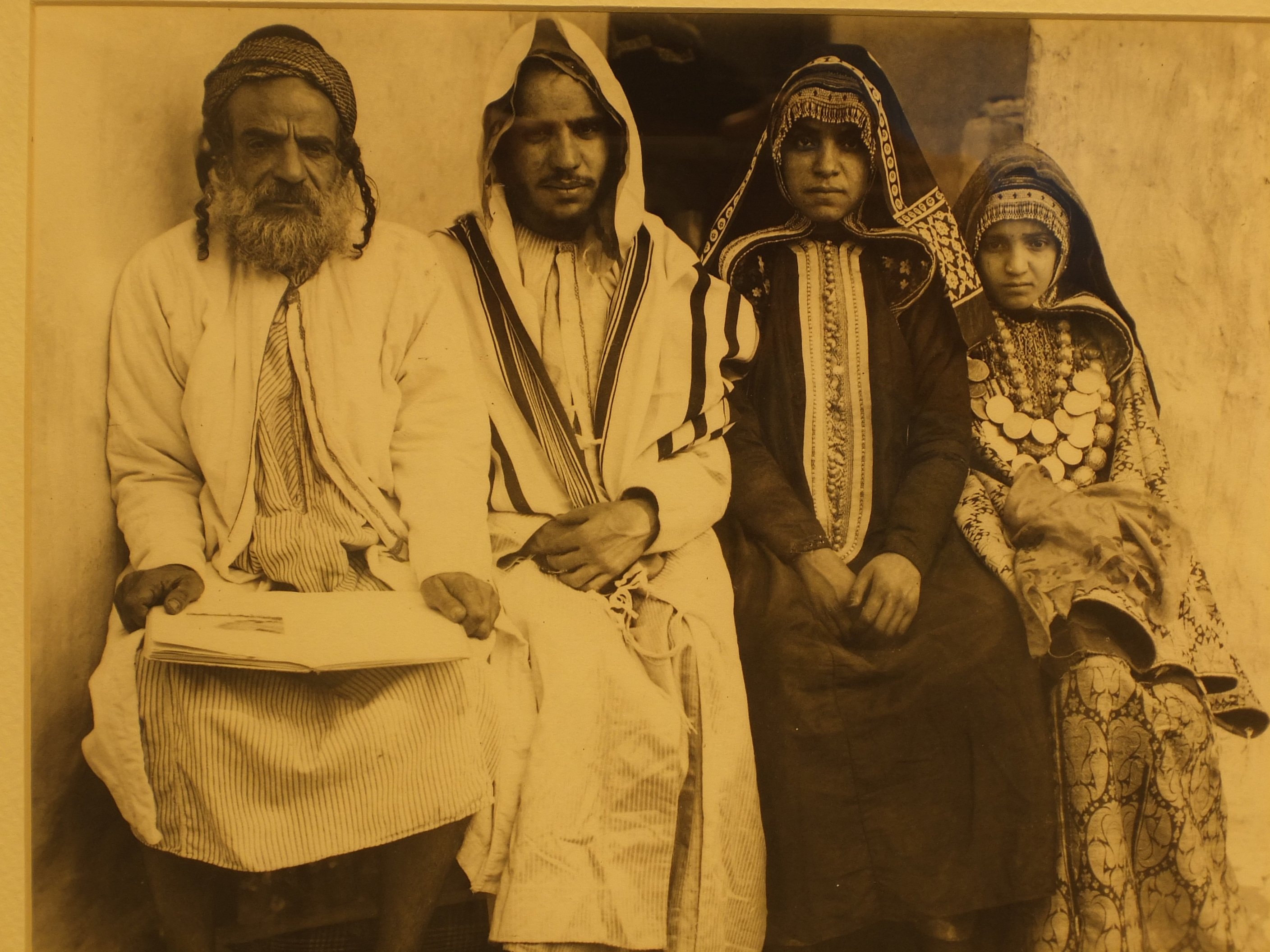
Famille Jamal de Sanaa (début XXe s.)

Les différences entre ces groupes, outre leur localisation géographique différente à l'origine, concerne largement la balance entre influences respectives des anciennes traditions yéménites, basées en grande partie sur les écrits de Moïse Maïmonide, et d'autre part des traditions issues de la kabbale lourianique, qui exerça une influence grandissante à dater du XVIIe siècle.

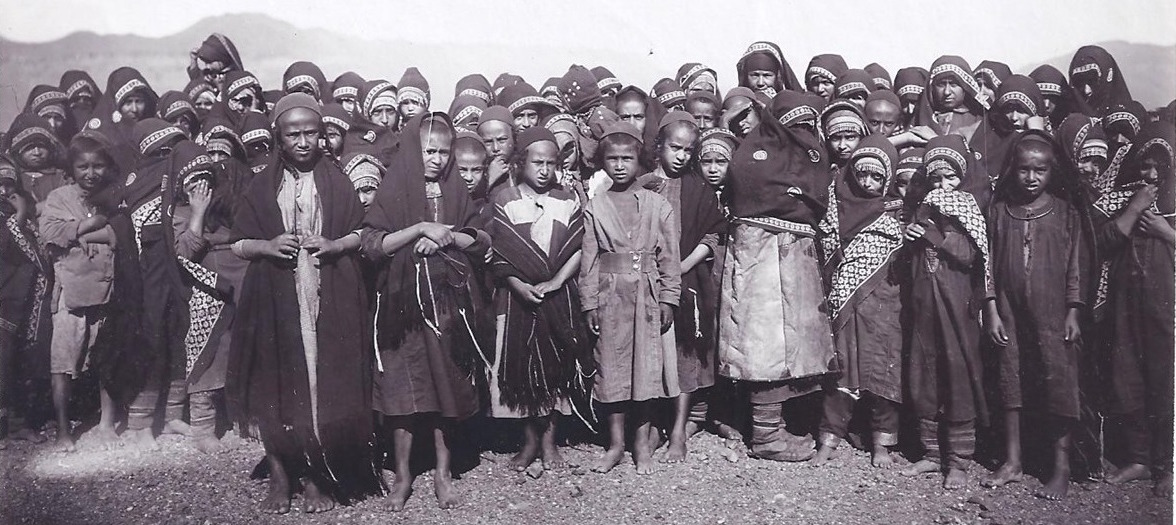
Enfants juifs de Sana'a (1901)

- Enfants juifs de Sana'a (1901)Les Juifs Baladi (de l'arabe balad, pays) suivent généralement les règlements légaux édictés par le Rambam, basés sur leur interprétation du Mishné Torah. Leur liturgie fut développée par le Maharitz (Morenou HaRav Yihye Tzalahh), dans une tentative de concilier tant les sectateurs de Maïmonide que les adhérents d'Isaac Louria. La liturgie se base largement sur l'ancienne tradition yéménite, avec quelques concessions seulement à l'Ariza"l. Tous les Juifs Baladi n'acceptent pas la Kabbale d'un point de vue théologique, et lorsqu'ils le font, estiment, conformément à l'opinion d'Isaac Louria que chaque Juif doit suivre sa propre tradition.
- Les Juifs Shami (de l'arabe ash-Sham, le nord, c'est-à-dire, dans ce cas-ci, la terre d'Israël ou Damas) sont ceux qui ont accepté la Kabbale, et modifié leur liturgie pour se conformer de façon maximale aux usages de l'Ari. Le texte de leur livre de prières suit largement la tradition sépharade, bien que la prononciation, la cantillation et les coutumes yéménites n'en aient pas totalement disparu. Leur halakha est en règle générale basée tant sur le Rambam que sur le Choulhan Aroukh. Leur interprétation de la halakha démontre une forte influence des sépharades de Syrie, bien qu'ils aient rejeté les codes de loi juive ultérieurs originaires d'Europe, et aient sur ces points préféré suivre les décisions de Moïse Maïmonide[3]
- Les Talmidei HaRambam sont, ainsi que leur nom le laisse entendre, des adhérents stricts à la loi talmudique telle que compilée par Moïse Maïmonide. Ils suivent, ou ont été au moins en grande partie influencés par le mouvement Dor Daïm. Ils se considèrent comme des Baladi, maintenant la tradition dans sa forme la plus pure, rejetant tant le Zohar que la Kabbale lourianique.

### Dispute entre lesDor Daïmet lesIqshim

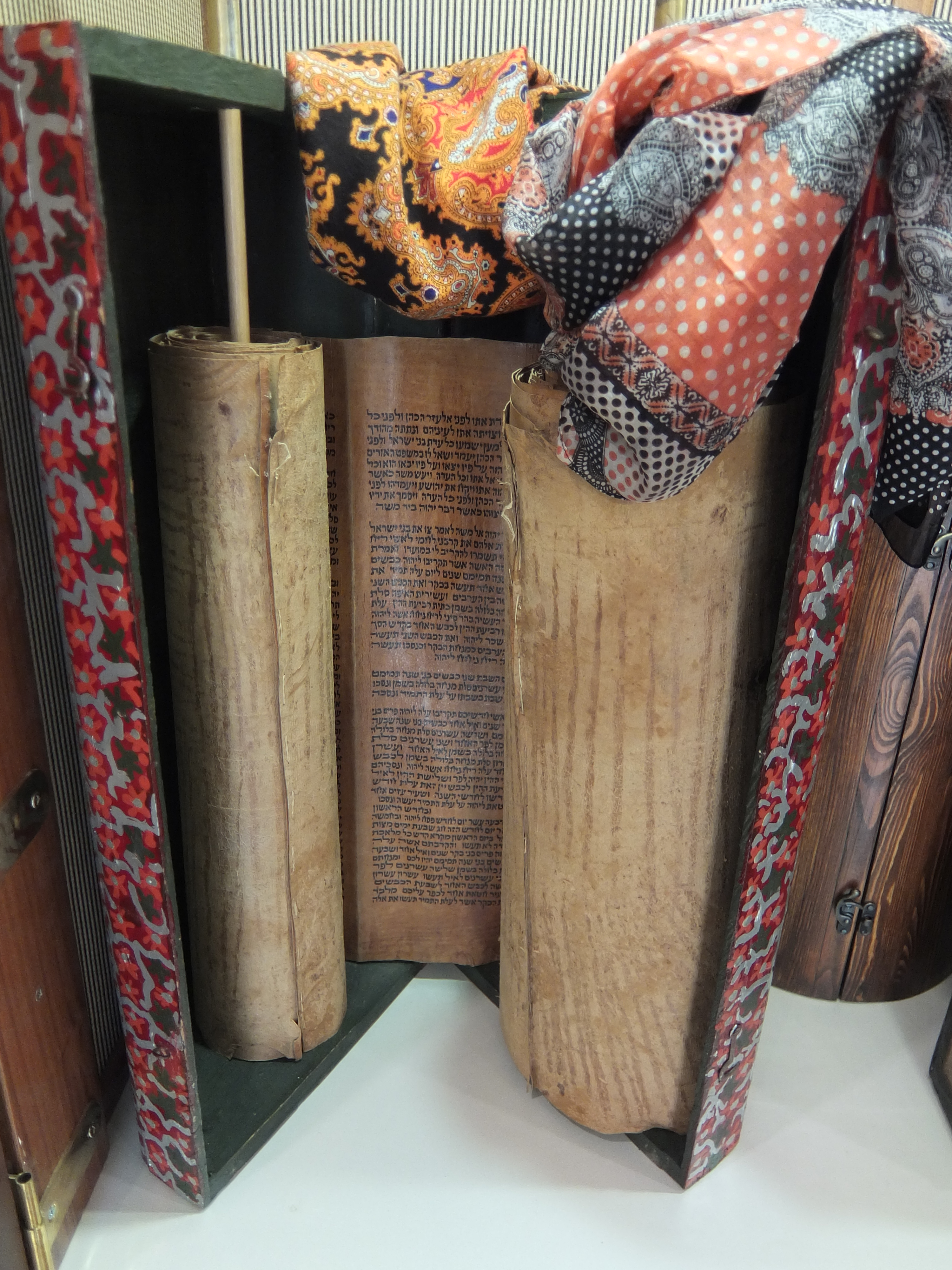
Rouleaux de la Torah centenaires

Vers la fin du XIXe siècle, de nouvelles idées, en provenance de l'étranger, commencèrent à affleurer parmi les Juifs yéménites. Des journaux rédigés en hébreu arrivèrent, et des relations accrues se nouèrent avec les Juifs sépharades, qui arrivaient au Yémen depuis diverses provinces de l'Empire ottoman, pour y nouer des relations avec des personnalités de l'armée et du gouvernement.
Deux voyageurs juifs, Joseph Halévy, un orientaliste juif de France, et Edward Glaser, un astronome juif venu d'Autriche, exercèrent une influence considérable sur la jeunesse juive yéménite, et en particulier sur le rabbin Yihhyah Qafahh. Celui-ci introduisit, à la suite de ses contacts avec Halévy et Glaser, des notions modernes dans le système éducatif, inaugurant une nouvelle école au programme des cours de laquelle figuraient, outre les sujets traditionnels, l'arithmétique, l'hébreu, l'arabe et la grammaire de ces deux langues, les sciences naturelles, l'histoire, la géographie, l'astronomie, les sports, etc. Rabbi Qafahh, un maïmonidéen, fonde le mouvement des Dor Daïm (la « génération des savants »). Comme l'ensemble des Talmidei HaRambam, ainsi que certains Juifs sépharades espagnols et portugais, les Dor Daïm rejetaient le Zohar, l'un des piliers de la Kabbale, qu'ils jugeaient irrationnel, étranger et inconsistant avec la véritable nature, raisonnable, du judaïsme.
En 1913, alors que Rabbi Qafahh, alors directeur de la nouvelle école juive et collaborant étroitement avec les autorités ottomanes, semblait jouir d'un soutien politique suffisant, les Dor Daïm rendirent leurs opinions publiques, et tentèrent de convaincre la communauté juive yéménite de revenir dans son entièreté à la méthode d'interprétation maïmonidienne du judaïsme qui prévalait avant les années 1600.
Cependant, de nombreux membres de la communauté n'adhérant pas au mouvement des Dor Daïm, rejetèrent leurs conceptions. Les opposants, menés par Yahya Yitzhaq, le Hakham Bachi du Yémen, se dénommèrent les Iqshim et refusèrent de dévier des coutumes établies et de l'étude du Zohar.
La dispute entre les Dor Daïm et les Iqshim éclata en 1913, enflamma la communauté juive de Sanaa, et mena à la constitution de deux groupes rivaux, possédant chacun leurs institutions communautaires, qui furent maintenues séparées jusqu'à la fin des années 1940.
Les Iqshim s'en prirent particulièrement à l'école moderne turco-juive instaurée par Rabbi Qafahh. Cette école dut fermer 5 ans après son inauguration, avant que le système éducatif ne puisse former des jeunes formés à ses idées.

## Langues

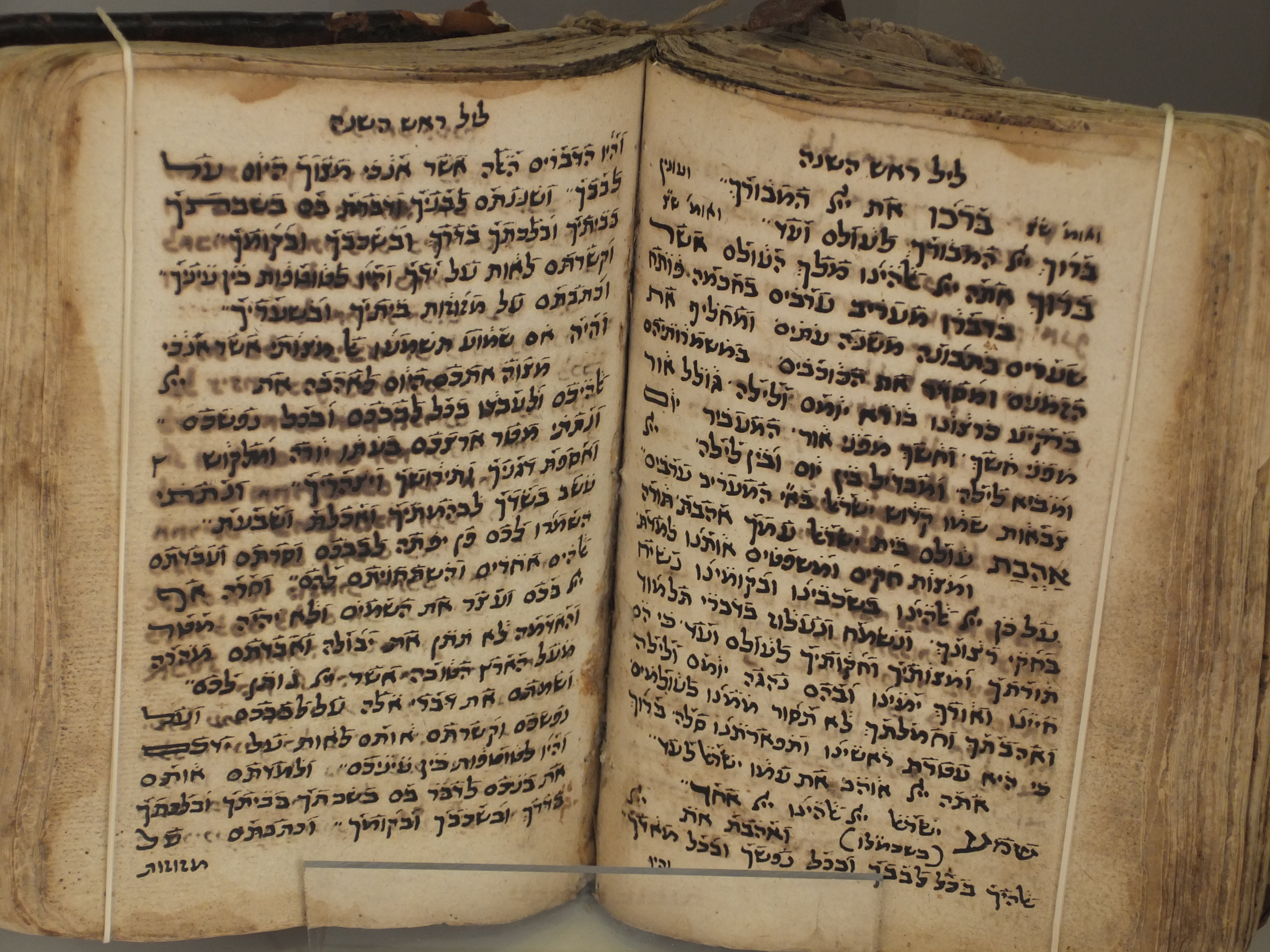
Siddour de Roch haChanah

Les juifs yéménites parlaient l'arabe judeo-yéménite une variante du Judéo-arabe et l'arabe yéménite pour communiquer avec les autres arabes.
L'hébreu demeure la langue liturgique et de l'étude de judaïsme. La prononciation de l'hébreu yémenite est différente de celle des autres communautés séfarades.
Le Sègol est prononcé comme un A grave, et celle du Holam, comme un é mouillé, un peu ressemblant à la prononciation lituanienne, ou comme un eu. Le Kamats n'est pas comme un A, mais comme un O fermé.
Ils font la différence entre le Sheva et le Tséré.
Il en résulte que le mot éhad, (un) et le mot aher (un autre) ont une ressemblance, et nous voyons une trace de ce problème dans un texte de la Guemarah. Certains en déduisent que cette prononciation est plus proche de celle qui était à l'origine.
Parmi les auteurs juifs yéménites :
- Shalom Shabazi (en) (1619-1686 ?), rabbin et poète, a publié un recueil de poèmes destinés à être chantés ou psalmodiés, intitulé Diwan, écrit pour une part en hébreu, et pour une autre part en arabe ; il a écrit également un commentaire sur le Pentateuque.
- Yiḥyah Salaḥ (en) (ou Yihya Salih) (1713 – 1805), rabbin, auteur d'un commentaire en hébreu de textes liturgiques, Etz Ḥayyim ("L'Arbre de la vie"), et d'un ouvrage en arabe, Sha'arei Ṭaharah ("Les Règles de la pureté", concernant les femmes pendant la période des menstruations).
- Hayyim Habshush (1833-1899), rabbin et auteur d'un récit de voyage écrit en partie en hébreu, et en partie en arabe.

## Exil de Mawza

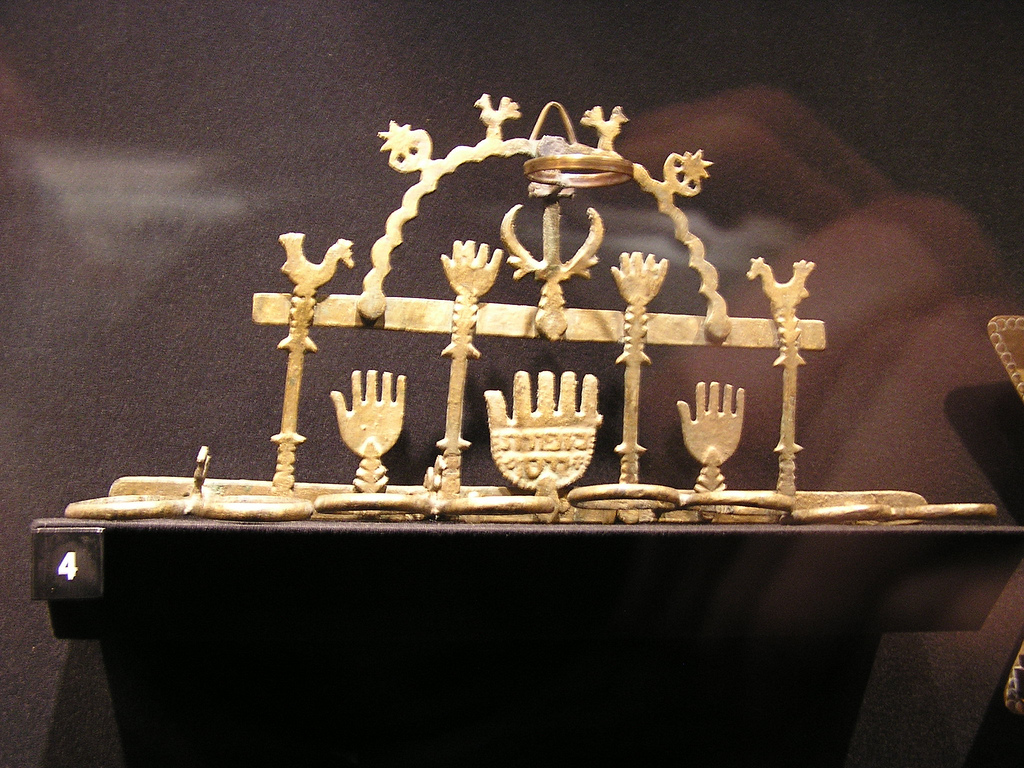
Hanouccah ('XIXe s.)

De 1679 à 1680, le roi imam Al-Mahdi Ahmad décrète le banissement des Juifs des villes du Yémen vers la région désolée et désertique de Mawza ((en) exile de Mawza) et la dépossession de leurs biens, y compris les synagogues qui sont transformées en mosquées. Un an après l'exil, les quelques Juifs ayant survécu sont rapatriés, restent dépossédés et sont autorisés à installer leurs habitations à l'extérieur des villes. De nouvelles lois discriminatoires sont mises en place pour entretenir leur persécution.
Cet événement est remémoré comme le plus traumatique par les Juifs du Yémen.

## Famines
Durant le XIXe siècle, l'instabilité politique, les sécheresses et les catastrophes naturelles eurent un impact négatif sur la communauté juive. La population juive de Sanaa décroit progressivement.
Durant les années 1880 et le début du XXe siècle des famines déciment les communautés juives. Certains hommes abandonnent leurs foyers. En 1904, lors du siège de Sanaa par l'imam Yahya, les Juifs et les Turcs sont les premiers touchés. Les Juifs vendent tous leurs biens et sont pillés, d'autres qui fuient la ville sont dépossédés par les forces armées tandis que d'autres se convertissent à l'Islam pour survivre. Selon une estimation 80 % des Juifs de la ville périssent lors de cette famine.

## Émigration spontanée en Palestine, 1881-1910

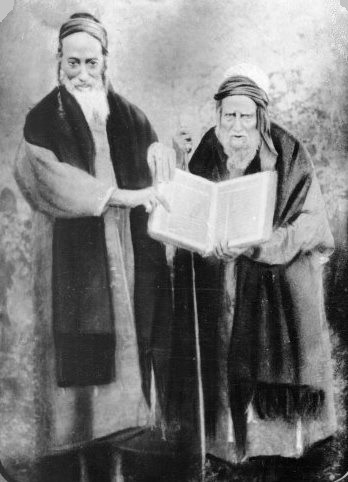
Deux rabbins yéménites : à gauche, Rabbi Haroun al-Kohen ; à droite, Rabbi Hayim Qorah (1904)

Cette première vague d'émigration s'explique par plusieurs facteurs : d'une part, les Yéménites ont des contacts accrus avec des Juifs étrangers, et l'ouverture du canal de Suez en 1869 facilite les transports ; d'autre part, les difficultés économiques et l'instabilité  politique au Yémen incitent les Juifs au départ. Le choix de Jérusalem était motivé par des raisons religieuses également ; la Palestine n'était cependant pas la destination unique des émigrés, dont certains choisissaient l'Égypte ou l'Inde.
Un facteur immédiat aurait joué en 1881 : le journal yéménite ha-Magid a relayé une nouvelle des journaux anglais selon laquelle des ashkénazes désireux d'améliorer la situation de leurs frères israélites avaient obtenu du gouvernement ottoman des terrains en Palestine pour y établir ceux qui souhaiteraient quitter leur pays.
Cette migration n'était pas organisée. Ni le mouvement sioniste ni les persécutions n'ont joué de rôle important dans cette première période.
En 1884 il y a 400 juifs yéménites à Jérusalem, en 1888, 650 ; et en 1908, 2 500 à Jérusalem et 290 à Jaffa. Les conditions de vie en Palestine n'étaient pas très favorables mais celles qui avaient cours au Yémen s'étaient dégradées du fait que le gouvernement ottoman exigeait de la communauté toujours le même montant de taxes, sans tenir compte du nombre de départs, de sorte que l'émigration entraînait l'émigration.

## Émigration en Palestine encouragée par le mouvement sioniste, 1910-1918

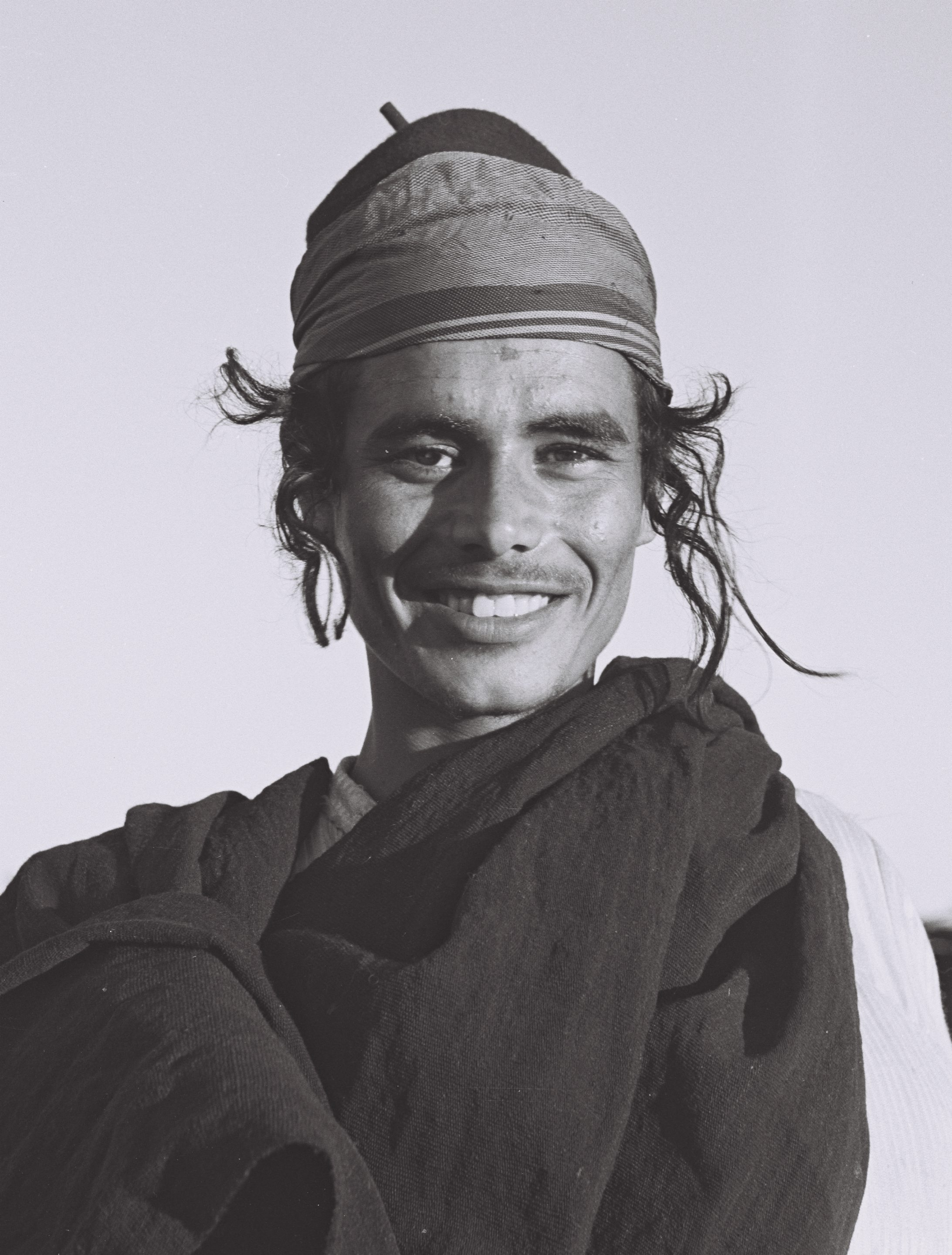
Jeune Yéménite immigrant en Israël (1949)

Cette vague d'émigration a fait l'objet de nombreux travaux historiques parce qu'elle met en contact pour la première fois les juifs yéménites et les sionistes européens. Certains historiens y voient le moment de formation d'un type de rapports qui se perpétuera par la suite en Israël.

### Motivations des Juifs yéménites
L'émigration qui eut lieu au début du XXe siècle n'obéit pas à des raisons religieuses, et n'est pas due non plus à l'oppression musulmane, mais aux avantages économiques offerts par le mouvement sioniste (remboursement des frais de voyage).
Selon le rapport de Shmuel Yavnieli, envoyé au Yémen par l'Organisation sioniste mondiale en décembre 1909 pour y recruter des travailleurs, les communautés juives de ce pays sont prospères et vivent en sécurité, du moins autant que la société musulmane yéménite. En contradiction avec l'idéologie sioniste dont il est pourtant un porte-parole, Yavnieli attribue la réussite des juifs yéménites à un haut degré d'intégration dans l'environnement musulman.

### Main d'œuvre juive bon marché

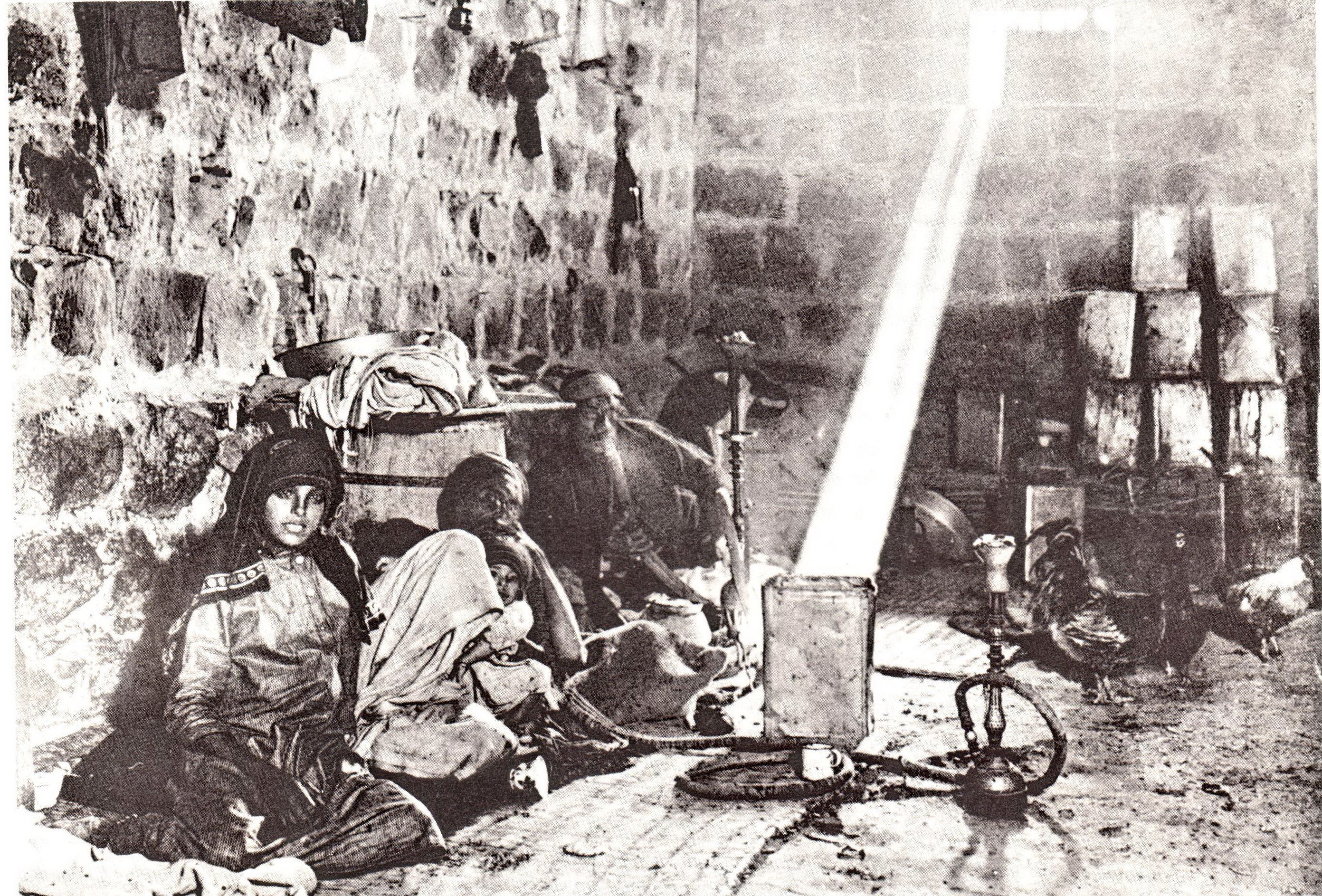
Juifs du Yemen arrivés en Palestine (1912)

Un problème insurmontable se pose en Palestine aux sionistes dans les années 1900 : de nombreux travailleurs juifs européens quittent la région où ils n'ont pas d'avenir économique. En concurrence avec les travailleurs arabes, ils ne sont pas embauchés par les planteurs juifs, leurs exigences salariales étant trop élevées. L'Organisation sioniste pense avoir trouvé une solution pour exclure des colonies juives les ouvriers arabes palestiniens : "employer des Juifs arabes", qui se contentent de bas salaires. La main-d'œuvre juive yéménite est destinée à "remplacer la main d'œuvre arabe des colonies juives tout en maintenant leur caractère hébraïque". En 1910, 2000 juifs yéménites sont ainsi "importés" en Palestine". On leur réserve des quartiers séparés notamment à Hadera, Rehovot, Petah Tikva, Kinneret.

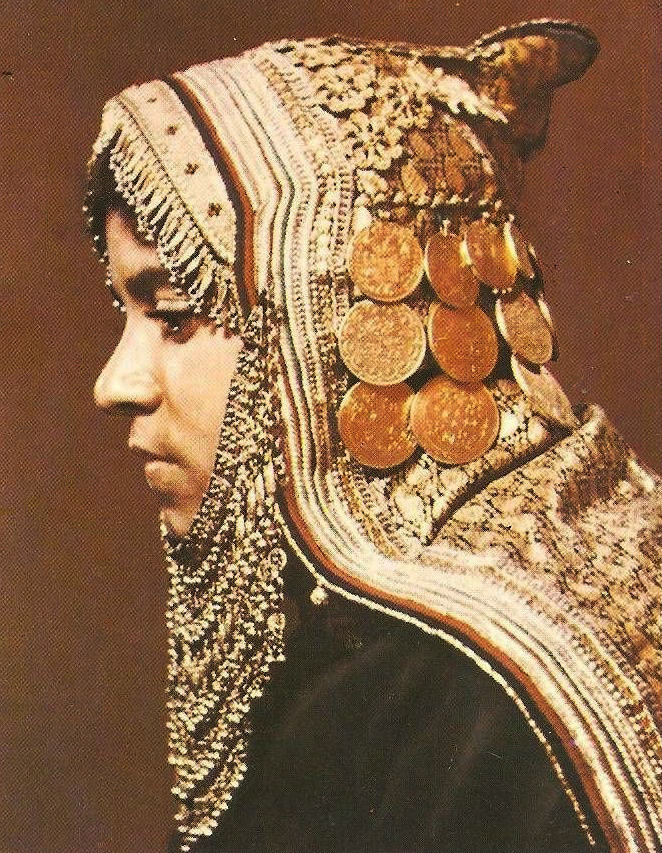
Juive yéménite portant une gargish de cérémonie (début du)

Ils reçoivent des salaires inférieurs à ceux des travailleurs ashkénazes pour le même travail. Dans les années 1905-1914 le salaire moyen d'un journalier arabe palestinien versé par un fermier juif est de 5 à 8 piastres. Le journalier juif yéménite reçoit entre 6,2 et 8 piastres, parfois 9 piastres. Quant à l'ouvrier agricole ashkénaze, il reçoit 12,4 piastres. Le salaire des Yéménites ne leur permettait pas de satisfaire leurs besoins vitaux, pas même de se nourrir suffisamment : alors que les Arabes palestiniens exerçaient une autre activité salariée, qui leur assurait leur revenu principal, et ne pratiquaient que de manière saisonnière le travail agricole, les Yéménites, eux, dépendaient entièrement de leur maigre salaire de journaliers. "Ils formèrent un prolétariat vivant aux marges de l'économie de plantation".
Yaakov Tehon de l'Organisation sioniste justifie ainsi l'établissement permanent de familles yéménites en Palestine (et non d'ouvriers adultes seulement) : « Cela permettrait d'employer des femmes et des jeunes filles pour remplacer les femmes arabes actuellement payées très cher dans presque toutes les familles de colons ».

### Taux de mortalité élevé

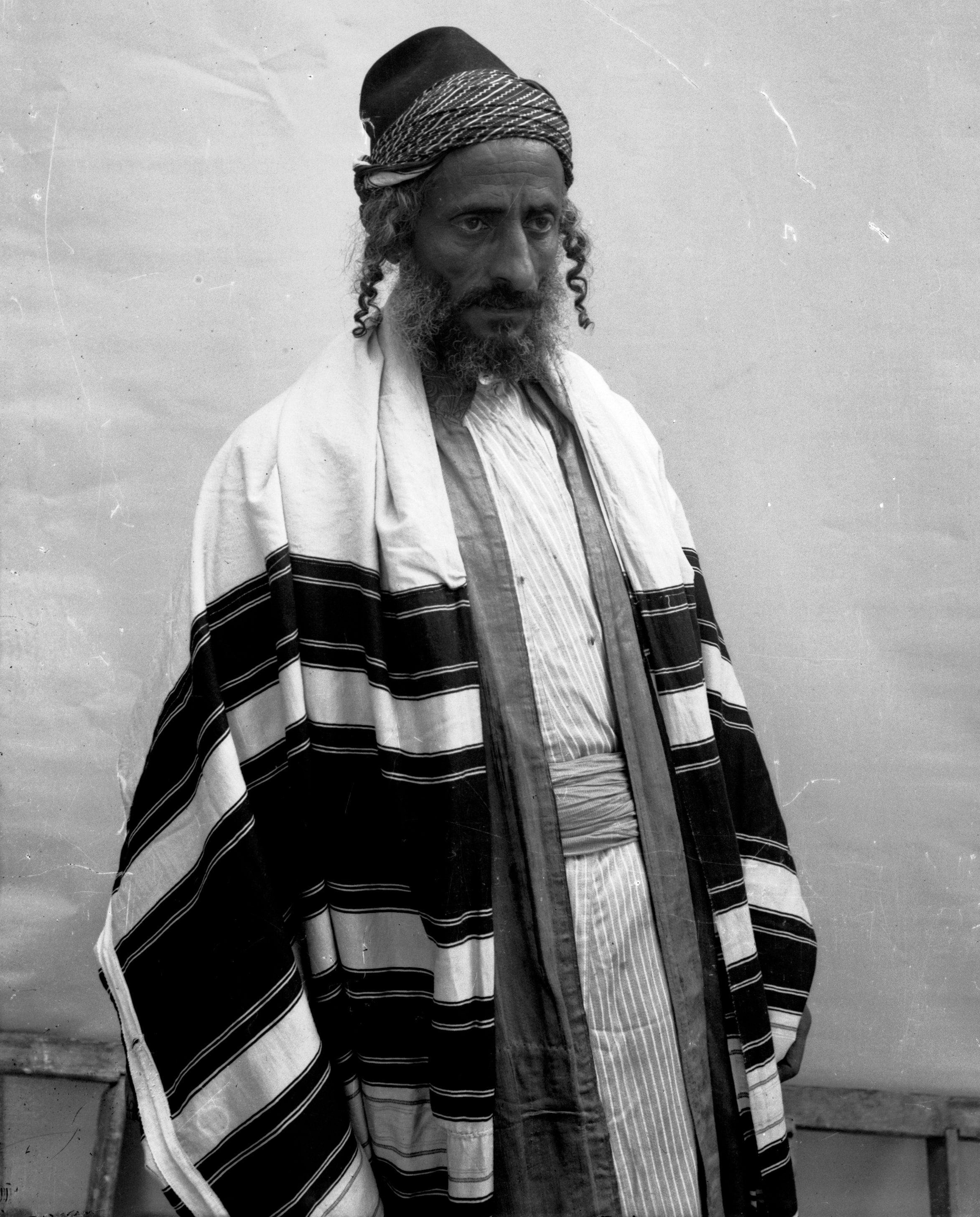
Juif yéménite à Jérusalem (vers 1900-1920)

Le taux de mortalité des Yéménites immigrés est tragiquement élevé : 124 Yéménites de Petah Tikva périrent entre 1912 et 1918, soit 40 % de l'effectif. S'il est vrai que pendant la guerre, le taux de mortalité a connu une hausse générale, la différence par rapport à la population ashkénaze est très nette. Ainsi, à Rechovot, sur 900 ashkénazes, 75 moururent entre 1914 et 1918, soit 8,3 % ; sur 237 Yéménites, 101 moururent pendant la même période, soit 42,6 %.
"Des travailleurs yéménites ont contracté la malaria après avoir été envoyés travailler dans des marais, cependant le comité du village refusa de payer les soins. Selon la chercheuse Nitza Druyan, la première année, 60 Yéménites périrent dans les villages de Petah Tikva et Hadera réunis. Ils étaient logés dans des endroits comme des étables ou devaient parfois dormir dans les champs".
Plusieurs chercheurs ont souligné le rapport entre ce taux de mortalité élevé et le fait que les besoins élémentaires des juifs yéménites ont été négligés. À la malnutrition et aux conditions sanitaires déplorables s'ajoutait le travail intensif ; ainsi les enfants et les femmes yéménites pouvaient travailler plus de dix heures par jour.

### Ségrégation ethnique

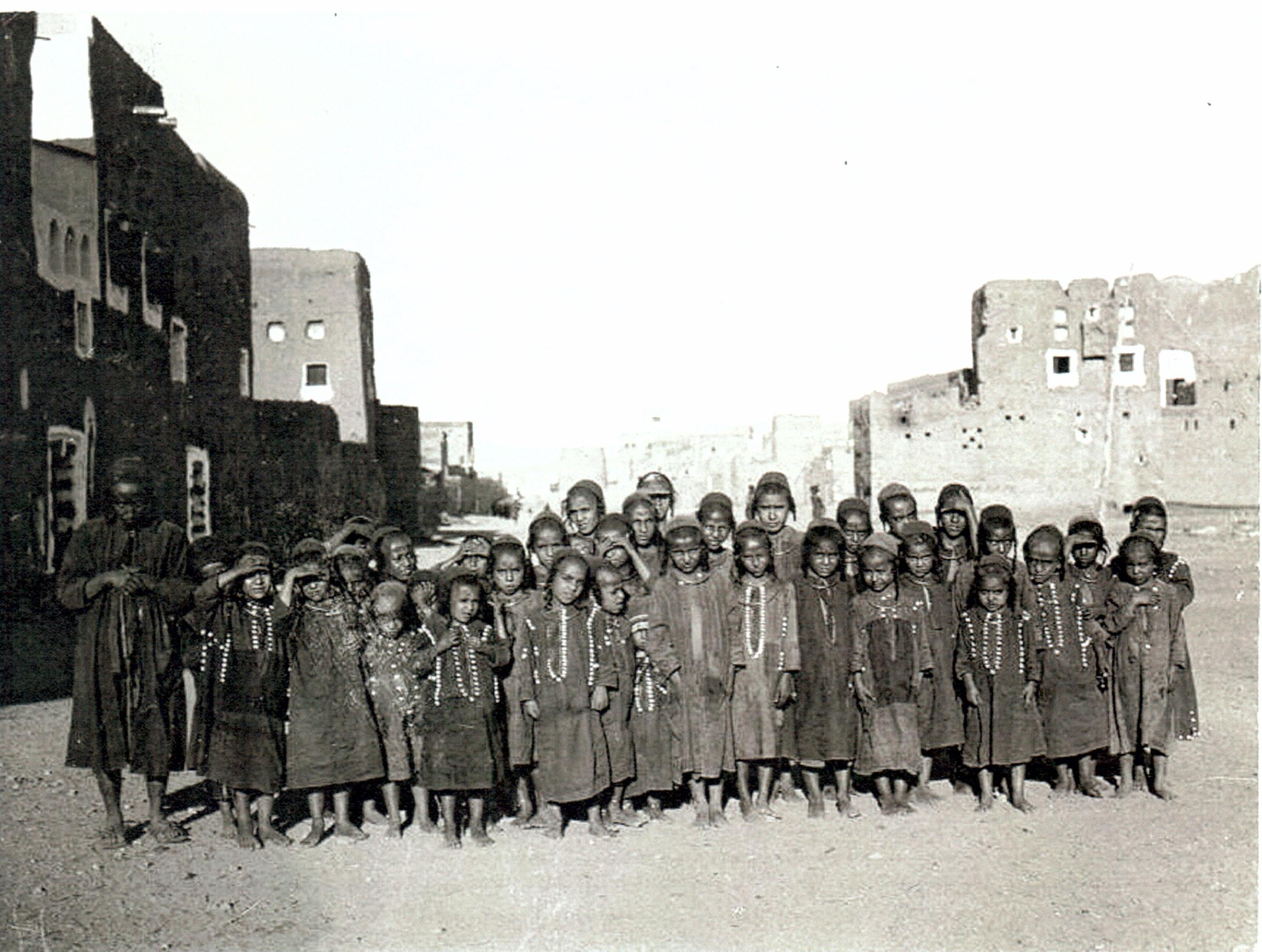
Enfants de Sanaa (av. 1909)

Les ashkénazes ont exclu les Yéménites des programmes d'achat des terres, les ont maintenus dans le statut de salariés, avec un rang inférieur sur le marché du travail ; ils les ont  exclus des kibboutz, villages collectivistes juifs créés en Palestine dès 1910. Ils ont ainsi déterminé la formation d'une identité séparée des Yéménites dans la société israélienne émergente. Ainsi, selon l'historien Gershon Shafir, la ségrégation dont sont victimes les juifs yéménites n'est pas seulement liée à la spécificité de leur héritage culturel.
Le statut social supérieur des ashkénazes en Israël est souvent attribué au fait qu'ils étaient des pionniers en Palestine, alors que les Juifs orientaux auraient émigré plus tard. Pourtant, les juifs yéménites ont fait partie des vagues de première et deuxième émigrations. Alors que des travailleurs ashkénazes comme Ben Gourion, Ben Zvi, Berl Katznelson sont parvenus à des positions de leadership, aucun Yéménite n'a jamais acquis une prééminence comparable. De toute évidence, l'antériorité de la présence en Palestine n'est nullement un facteur déterminant de mobilité sociale et politique. Les juifs yéménites ne sont pas moins que les juifs ashkénazes des "pionniers" en Palestine, mais ils ont été effacés en tant que tels de la mémoire sioniste.
Les juifs yéménites ont pâti du conflit israélo-arabe, et du fait d'être considérés comme des Juifs arabes, payés au "tarif arabe", selon Gershon Shafir. Dans leurs lettres des travailleurs juifs yéménites rendent compte des insultes des contremaîtres juifs européens : ils étaient traités d'Arabes (terme utilisé ici dans une intention injurieuse), de crétins, de sauvages.
Ella Shohat parle de l'attitude colonialiste des juifs européens en Palestine à l'égard des Arabes comme des Juifs arabes : « L'exploitation économique et politique des Yéménites allait de pair avec les sentiments classiques de supériorité des Européens. »

### Discours sioniste concernant les Juifs yéménites

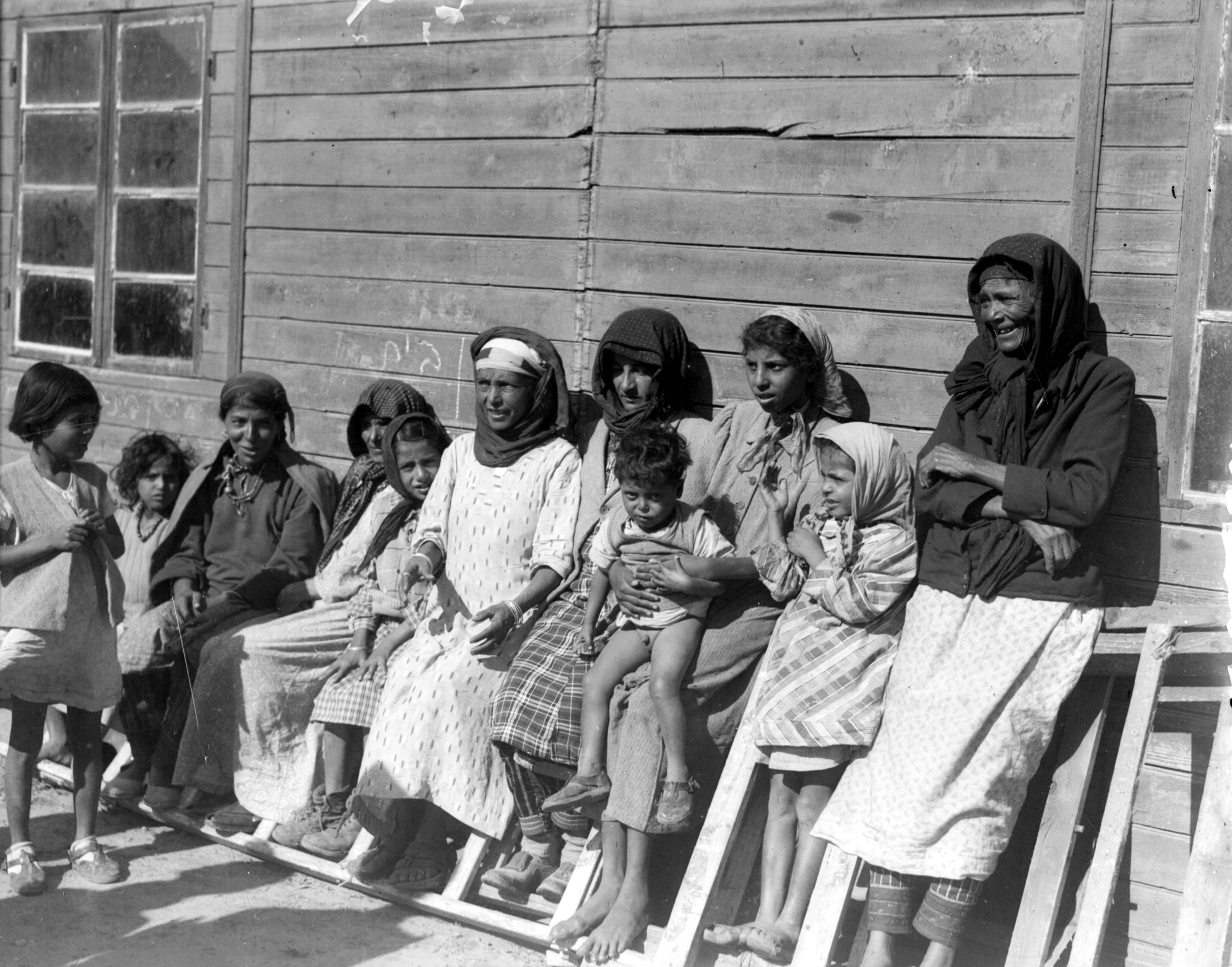
Nouvelles émigrantes yéménites retenues au camp d'Atlit par les autorités britanniques (1943)

Ben Gourion et Arthur Ruppin ont opposé les ouvriers yéménites, « simples travailleurs », éloignés des nobles motivations socialistes et nationalistes, aux ouvriers ashkénazes, qualifiés d'« idéalistes », capables de se dévouer à un idéal, de créer de nouveaux modèles de vie.
Dans le journal Ha'Tzvi on pouvait lire : le juif oriental "est un travailleur simple, naturel, capable d'accomplir toutes sortes de tâches, sans honte, sans philosophie, mais également sans poésie. Et M. Marx est tout aussi absent de la poche de son veston que de son esprit. Je ne veux pas dire que l'élément yéménite devrait rester dans sa situation actuelle, à savoir dans son état présent de sauvage et de barbare".
Les ashkénazes ont justifié leur action en parlant le discours de la vertu républicaine : ils avaient renoncé au confort d'une émigration dans les villes américaines pour se joindre au projet sioniste ; ils étaient légitimes pour dicter ses valeurs à la nouvelle société juive. En revanche, les juifs yéménites n'obéissaient pas à des convictions idéologiques sionistes, ils n'étaient que des "travailleurs naturels".
Le traitement réservé aux juifs yéménites préfigure l'installation des juifs orientaux dès les années 1950 dans des villes de développement où, selon l'historien Gershon Shafir, ils furent employés comme main-d'œuvre bon marché.

## Émigration en Palestine organisée par l'Agence juive, 1929-1939

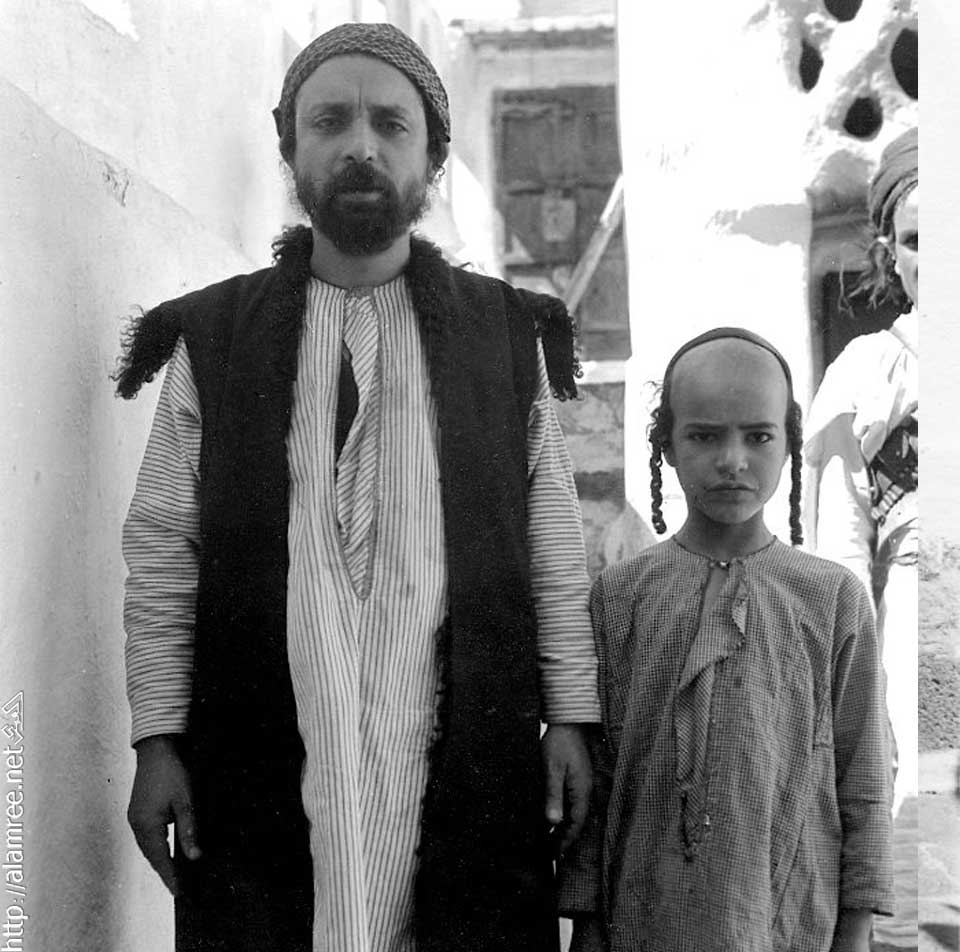
L'orfèvre Meysha Abyadh et Suleiman Seri, Sanaa (1937)

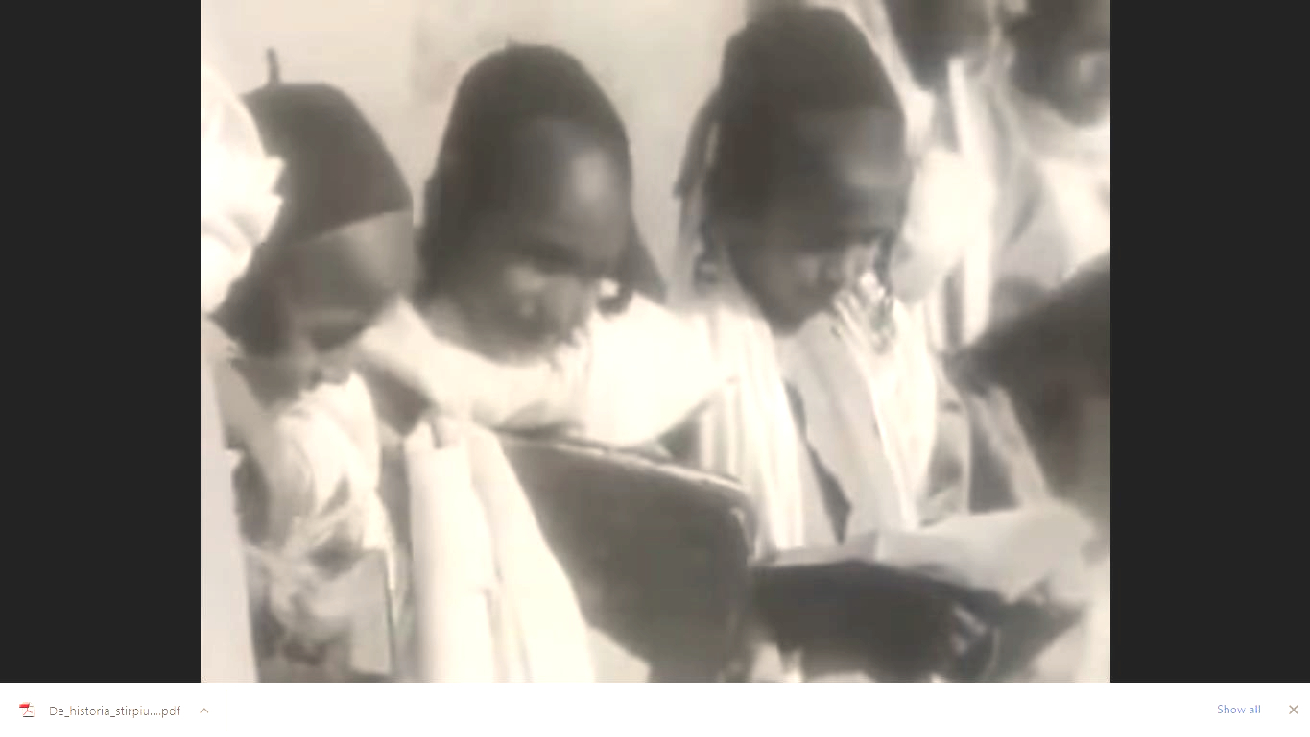
Enfants juifs lisant à Sanaa (1929)

Si entre 1919 et 1928, l'Organisation sioniste du travail envoie des lettres à la communauté yéménite pour encourager l'émigration (si bien que 1413 nouveaux arrivés sont recensés pendant cette décennie), l'année 1929 marque un tournant décisif : l'Agence juive ouvre alors un bureau de l'émigration à Aden en vue de faciliter le voyage pour la Palestine mandataire. Grâce à des moyens logistiques considérablement accrus, le nombre des immigrants augmente : de 1932 à 1939, 6416 Juifs yéménites arrivent en Palestine

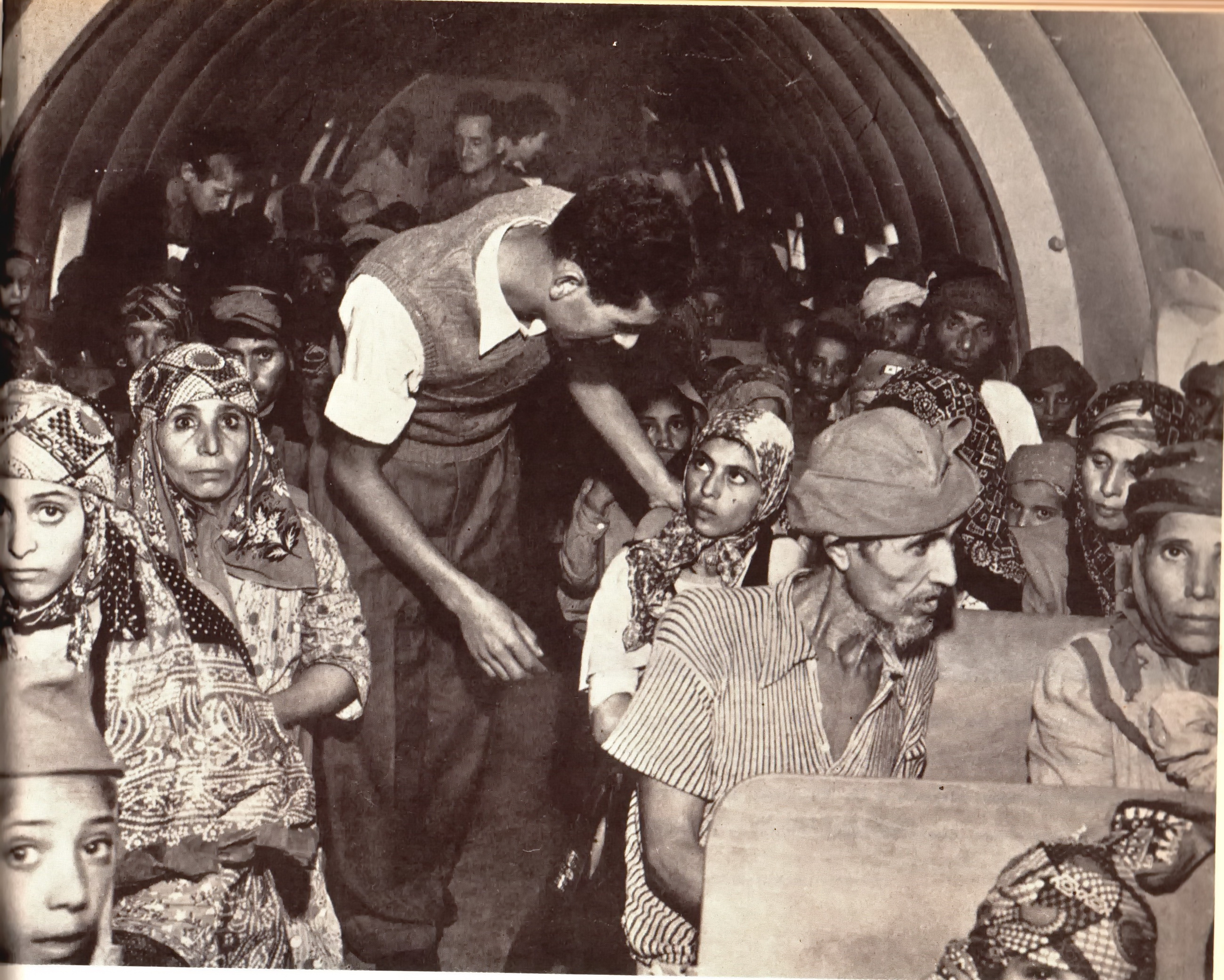
Vol vers Israël (1949)

Les motivations des Yéménites sont d'abord économiques, liées à la dépréciation du riyal (monnaie du Yémen) de 50 %, à la sécheresse, aux difficultés de communication entre la côte et l'intérieur qui gênent le commerce, selon les rapports des émissaires sionistes ; à cela s'ajoutent des persécutions religieuses dont l'importance est diversement estimée par les agents sionistes.
Le nombre de « certificats » délivrés par l'Agence juive aux immigrants étant en nombre limité, les chefs de la communauté juive yéménite ont produit, selon Bat-Zion Eraqi Klorman, une image excessivement pathétique de la condition des Juifs au Yémen, dans le but d'obtenir le plus grand nombre possible de certificats pour leurs compatriotes. Ainsi, ils ont présenté le statut légal de dhimmis des Juifs yéménites comme une source de persécutions, et l'émigration comme une question de vie ou de mort, ce qui ne serait pas exact selon la même historienne israélienne.
Quant aux motivations de l'Agence juive, elles sont également d'ordre économique, et conduisent à la sélection des immigrants. Seuls les hommes de moins de 35 ans, en bonne santé, qui ont des capacités pour le travail manuel, recevaient des certificats, à cette époque.

### Yihye Haybi

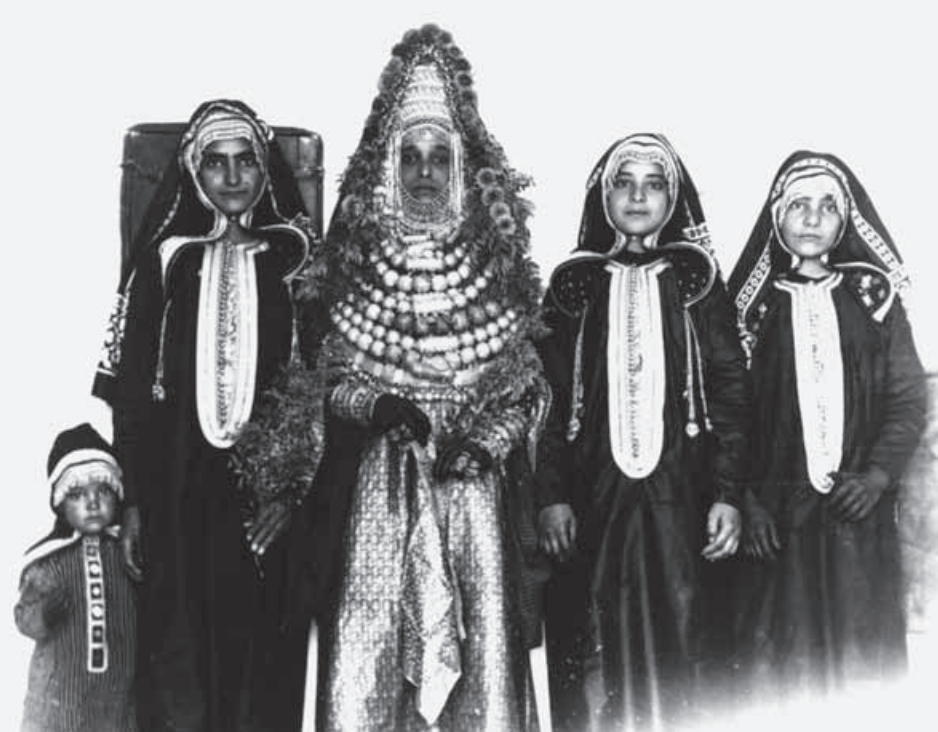
Jeune femmes juives de Sanaa, portant la gargish gadifa, entourant une mariée arborant un tsbuk lulu (1936);

Yihye Haybi (hébreu : יחיא חייבי) est un photographe israélien né au Sanaa en 1911. A une époque où il n'y a pas de photographes locaux au Yémen, Haybi photographie la communauté juive à laquelle il appartient et qui lui réclame des photographies souvenirs à envoyer aux parents partis en Palestine, des membres de la population musulmane et même de la famille royale grâce à du matériel obtenu d'Européens qu'il rencontre lors d'un voyage à l'étranger. Il travaille en parallèle comme infirmier dans une clinique.

Après un incident antisémite, il décide d'émigrer à son tour avec sa jeune famille et ses photographies en Palestine en 1944. Il se rend en taxi puis à dos d'âne jusqu'à un camp d'intégration de l'Agence juive où il reste sept mois à attendre. Un navire l'emmène enfin jusqu'à Port-Saïd en Egypte puis les membres de la famille voyagent en train jusqu'au camp d'immigration d'Atlit où ils restent tous ensemble pendant une semaine avant d'être envoyés au camp de transit (mahabarah) à Ramat Hasharon près de Tel Aviv. Le camp n'est pas pourvu en électricité mais il est fourni aux familles des tentes, des douches et des services publics. Haybi trouve du travail comme ouvrier agricole. Au bout d'un an et demi, la famille d'Haybi est transférée dans un logement permanent à Ra'anana où Yihye devient associé dans une entreprise de blanchisserie.

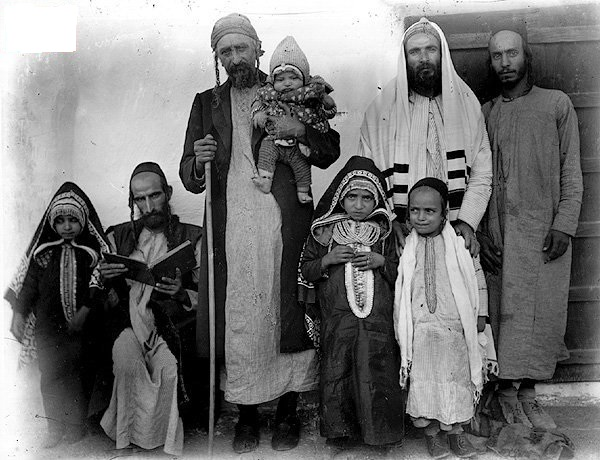
Abraham ben Abraham Yitzhak Halevi portant un enfant, Sanaa, Yemen (v. 1940)

Haybi pense présenter son travail photographique après sa retraite mais il meurt en 1977 à l'âge de 66 ans. Après sa mort, sa veuve, Rumiya, publie en 1985 un livre retraçant son œuvre : Sana'a et ses environs, photographié par Yechiel Haybi. En 2014, la maison TIcho organise une exposition à Jérusalem intitulée « Scènes de Sana'a : Photographies de Yihye Haybi du Yémen, 1930-1944 », sous l'égide du conservateur Ester Muchawsky-Schnapper qui publiera en 2000 le catalogue de l'exposition sur les Juifs yéménites. Les photographies de Yihye Haybi offrent des aperçus historiques et ethnographiques uniques de Sana'a à son époque, y compris de la documentation illicite d'événements en cours.

Travaux de Yihye Haybi (vers 1930)
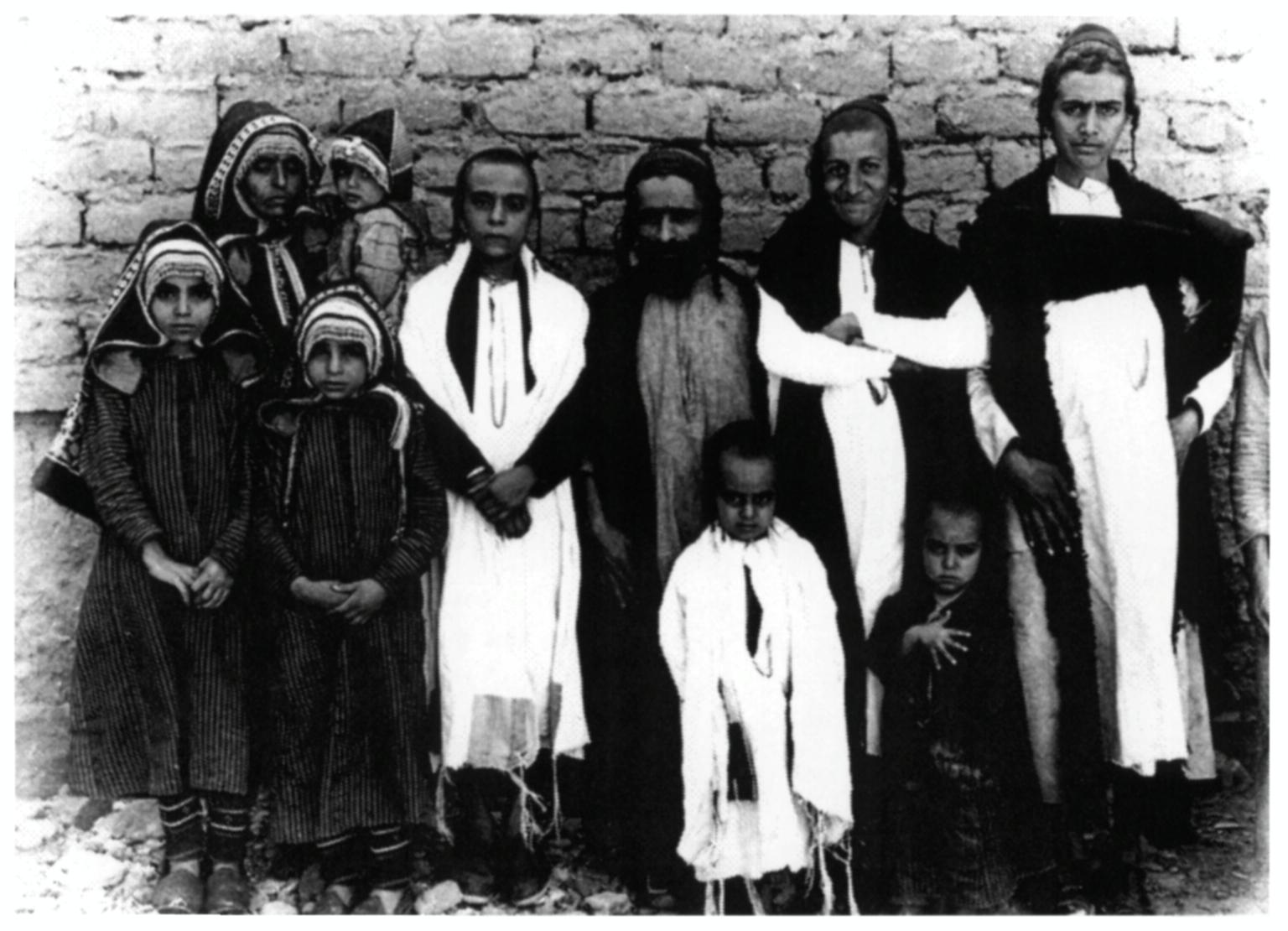
Membres de la famille de Mosi Serri
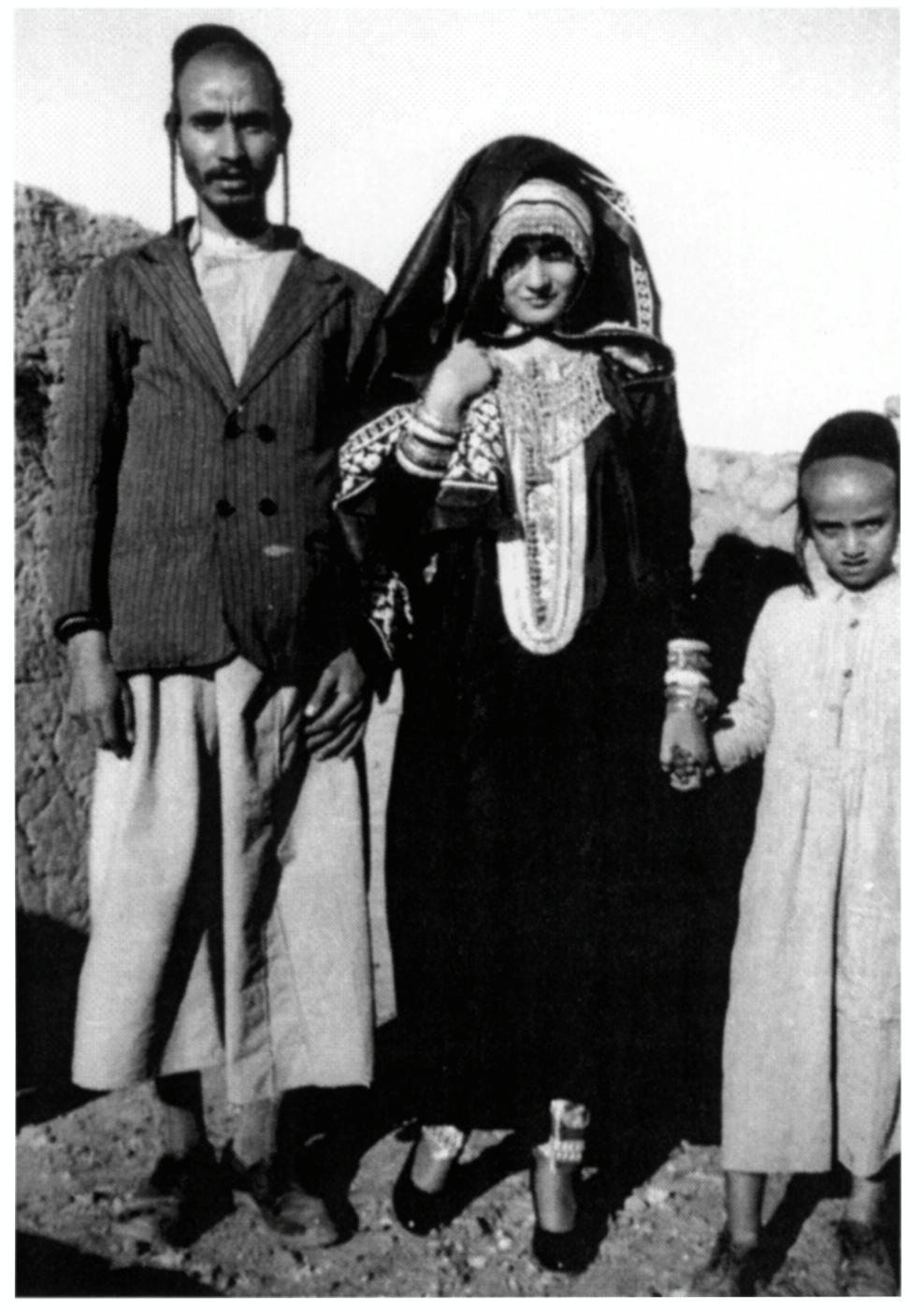
Jeune famille yéménite
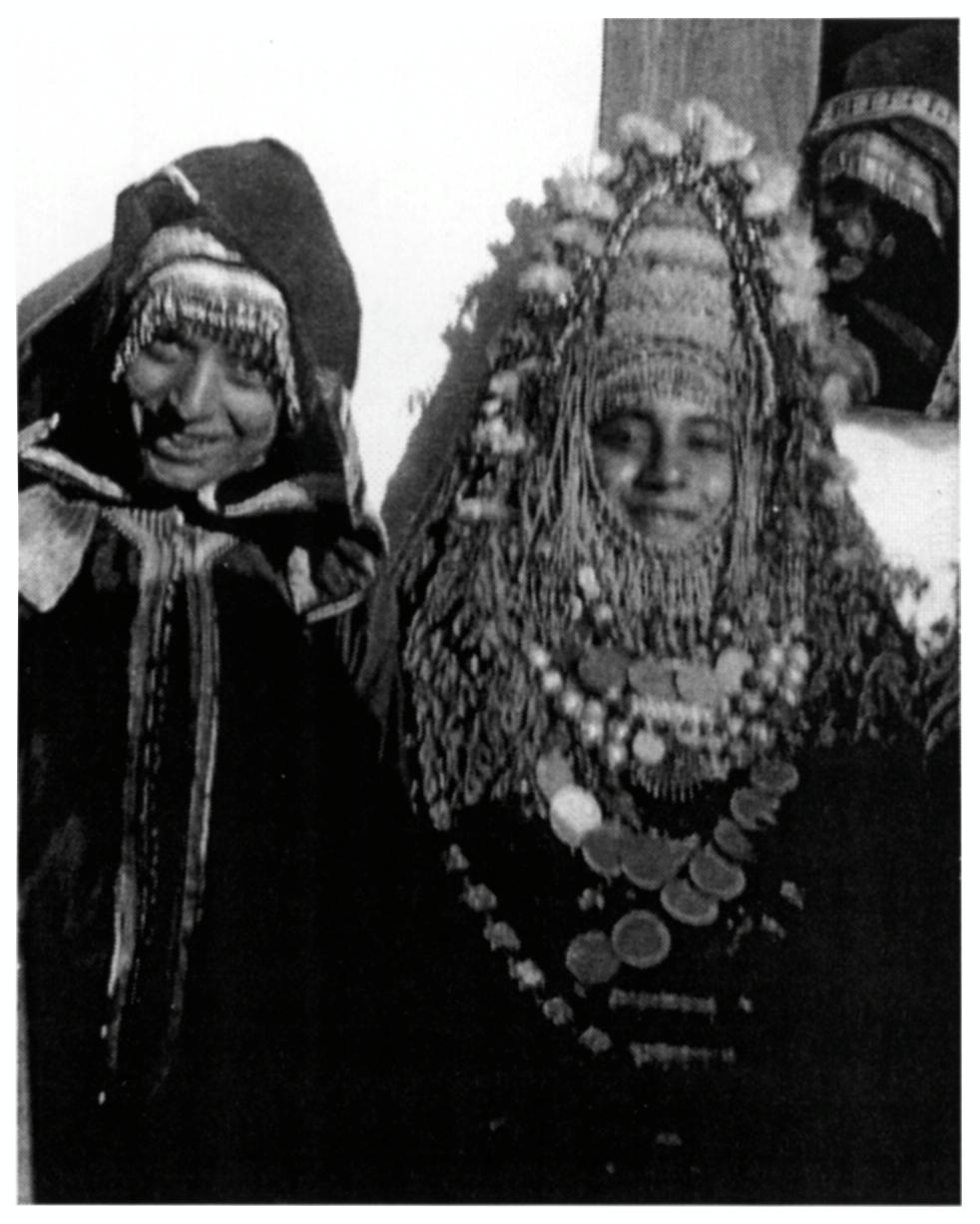
Mariée juive
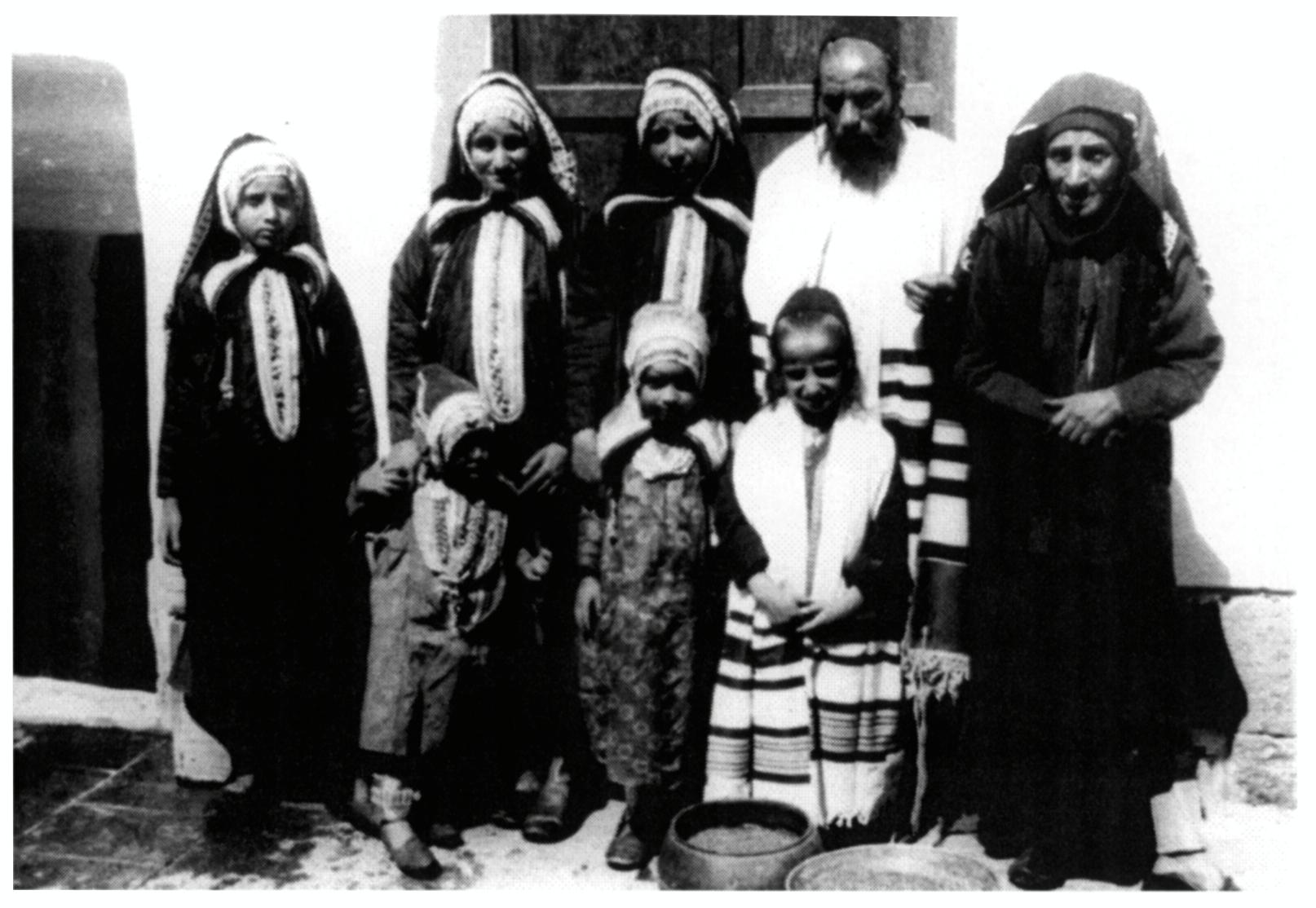
Yosef Manzeli et sa famille
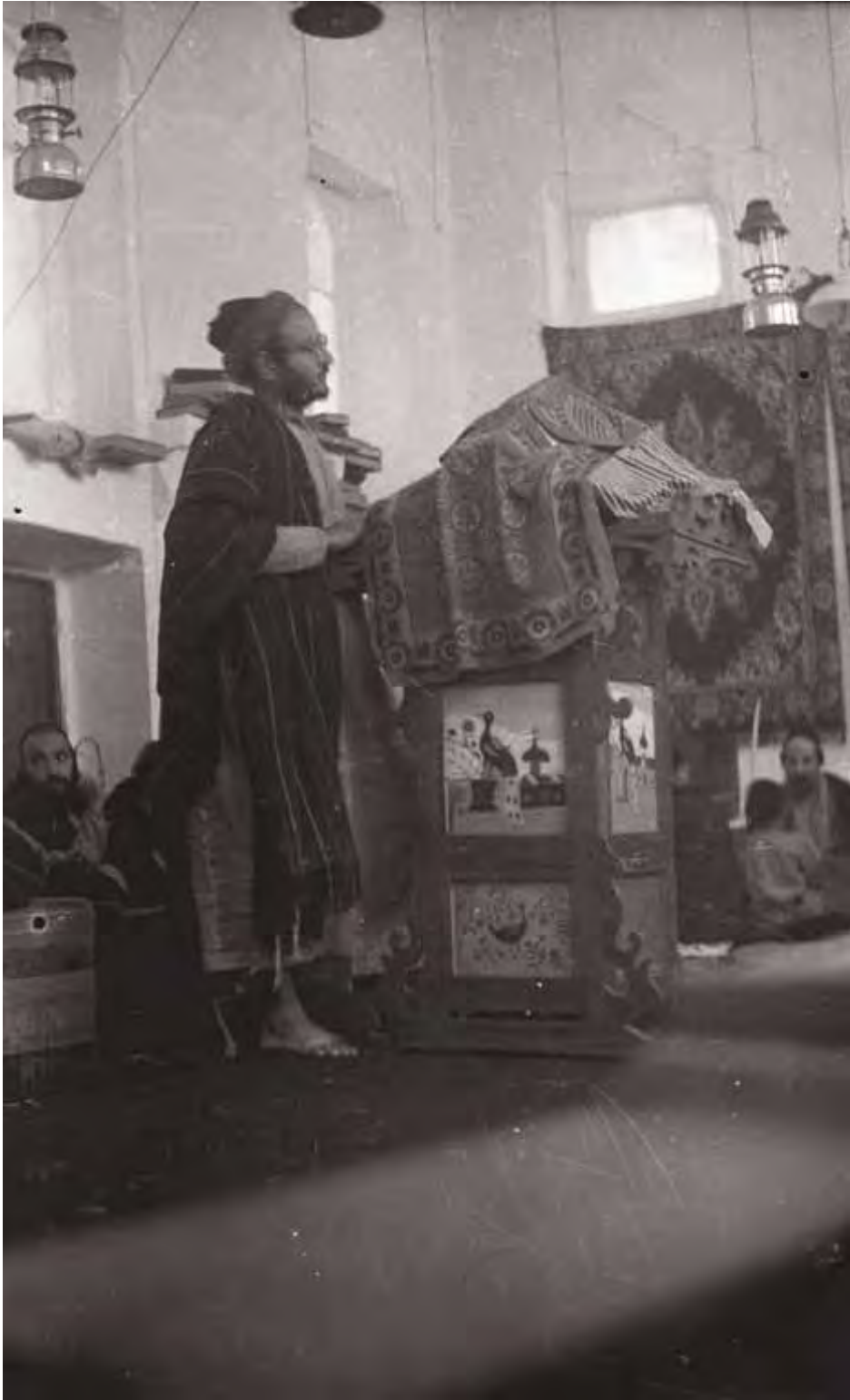
A la synagogue de Sanaa

## Émigration en Israël: 1949-1950 puis années 2000

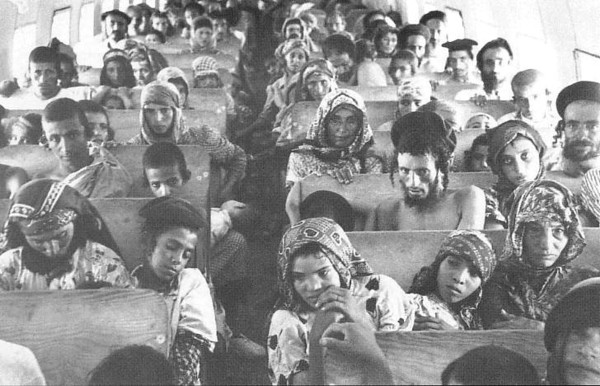
Réfugiés yéménites évacués en direction d'Israël lors de l'opération Tapis Volant (1949-50)

La communauté juive a déjà en grande partie quitté la Péninsule arabique avant la Seconde Guerre mondiale, mais l’effet cumulé de la mort de l’imam Yahia en 1948 (garant de la paix civile durant de nombreuses années), des violences antisémites, notamment lors du pogrom d'Aden en décembre 1947 et de l’indépendance d’Israël, précipite brusquement le mouvement. Enfin, la population juive du Yémen, traditionnellement très pieuse, voit dans la fondation d’Israël un accomplissement prophétique précédant le rassemblement des exilés.

En 1949, pratiquement toute la population juive du Yémen choisit l'émigration lors de l'opération Tapis volant. Un camp de transit nommé Guéoulah (rédemption) est organisé à Aden pour les accueillir, parfois durant de longs mois avant qu’ils puissent partir en Israël. De là un pont aérien est monté par les autorités israéliennes pour accomplir le transfert. L’opération concerne en tout 49 000 personnes, seuls 1 200 juifs décidant de rester au Yémen.

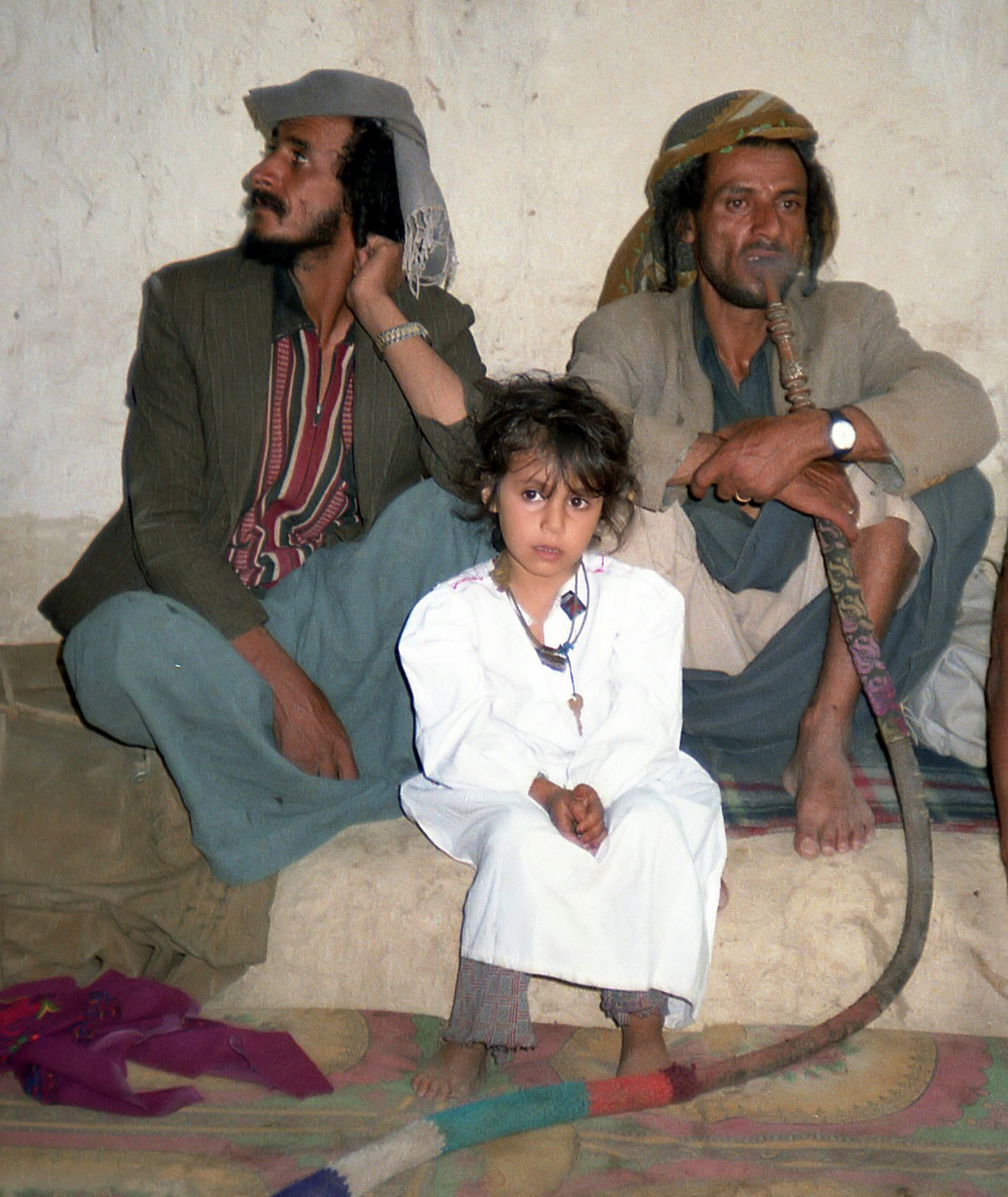
Juifs yéménites à Sa'dah en 1986

En juillet 2009, après l'exfiltration vers New York d'une soixantaine de juifs, il reste seulement 290 membres de cette communauté au Yémen.
En mars 2015, le journal américain The New York Times rapporte des cas de persécutions de juifs du Yémen par les Houthis, idéologiquement antisémites.
Le 21 mars 2016, l'Agence juive annonce la fin de ses opérations de transfert vers Israël, en collaboration avec le Département d'État des États-Unis de la majeure partie de la communauté d'un pays en pleine guerre civile, avec la récupération de 19 personnes ; l'opération en a évacué en tout environ 200. Parmi les 19 évacués, la rabbin de la communauté amène en Israël un rouleau de la Torah qu'il estime vieux de 600 ans, ce qui met symboliquement fin à la présence du judaïsme au Yémen. Il reste alors une cinquantaine de Juifs dans le pays, dont une quarantaine à Sanaa, près de l'ambassade américaine, qui souhaitent rester.
En mars 2021, treize Juifs, sont évacués vers l'Égypte. Il ne resterait alors que six Juifs au Yémen,. En 2023 il ne resterait qu'un seul Juif, Levi Marhabi, détenu prisonnier par les Houthis. Il est accusé d'avoir aidé à emporter un Sefer Torah en dehors du pays.

## Difficultés rencontrées en Israël

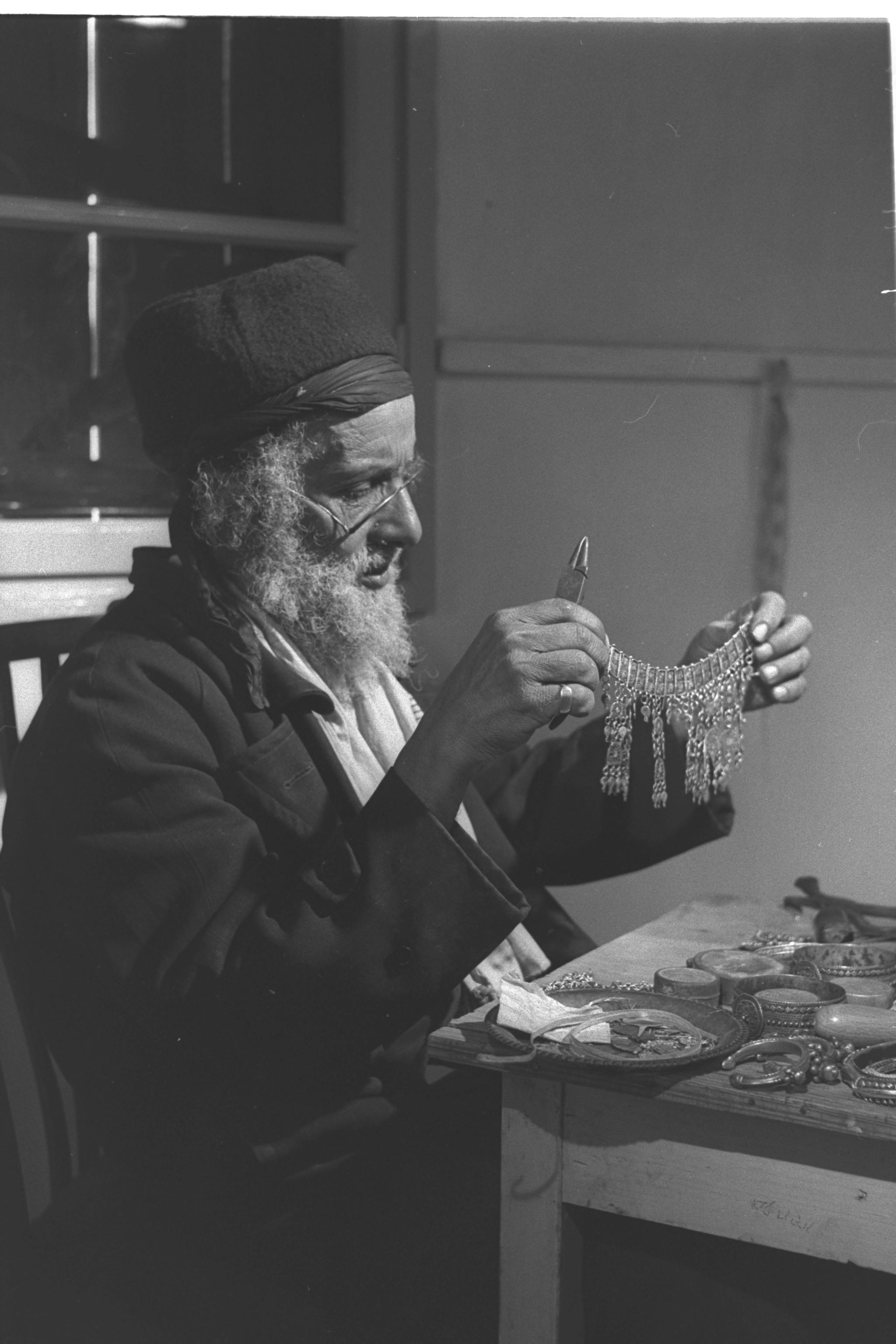
Yosef Yosef, orfèvre yéménite à l'exposition des œuvres des émigrés pour le 10è anniversaire de l'Etat, 1958

Passés les premiers moments euphoriques de retrouvailles avec la terre d’Israël, les émigrants du Yémen comme d’autres communautés juives issues du monde musulman rencontrèrent de grandes difficultés dans la société de l’État d’Israël naissant, tout comme d'autres communautés émigrées dans d'autres pays.Le racisme de l’establishment ashkénaze à leur égard a largement contribué au processus d'exclusion dont les juifs yéménites ont été victimes[réf. nécessaire].
Cette communauté se retrouva rapidement reléguée parmi les couches inférieures de la société israélienne.

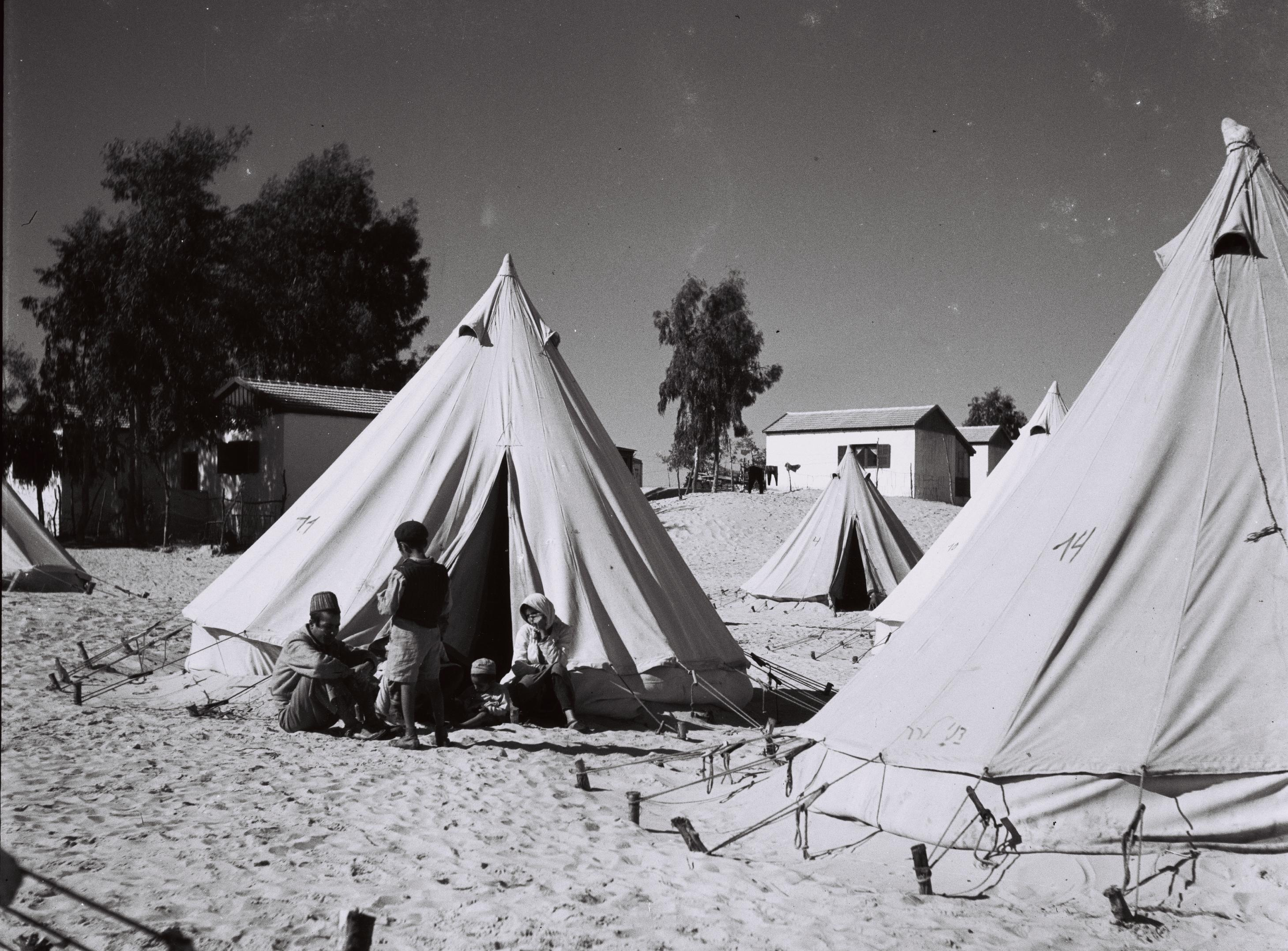
Camp de Yéménites à Ezra Ubitzaron à Rishon LeZion, 1945

Logés dans un premier temps dans les ma'abarot, des camps de toile où les conditions de vie étaient très précaires, et où ils furent relégués, comme les autres juifs orientaux, plus longtemps que ne le furent les immigrés juifs européens, les réfugiés du Yémen subirent des traumatismes de divers ordres. Les enfants yéménites furent envoyés dans des écoles d’enseignement laïc faisant une totale abstraction de leurs traditions sociales et religieuses, ce qui provoqua de graves problèmes d’acculturation. Des enseignants en arrivèrent même à couper les longues Peot de leurs élèves.
Les manuscrits et livres rares des Yéménites ayant dû être acheminés séparément depuis Aden en bateau, quand des membres de la communauté vinrent pour les récupérer, on leur expliqua que l’entrepôt où ils étaient stockés avait brûlé. Ce désastre, qui n’a jamais fait l’objet d’enquête, provoqua des rumeurs selon lesquelles ces documents avaient été donnés à des instituts de recherche.

### Affaire des enfants yéménites

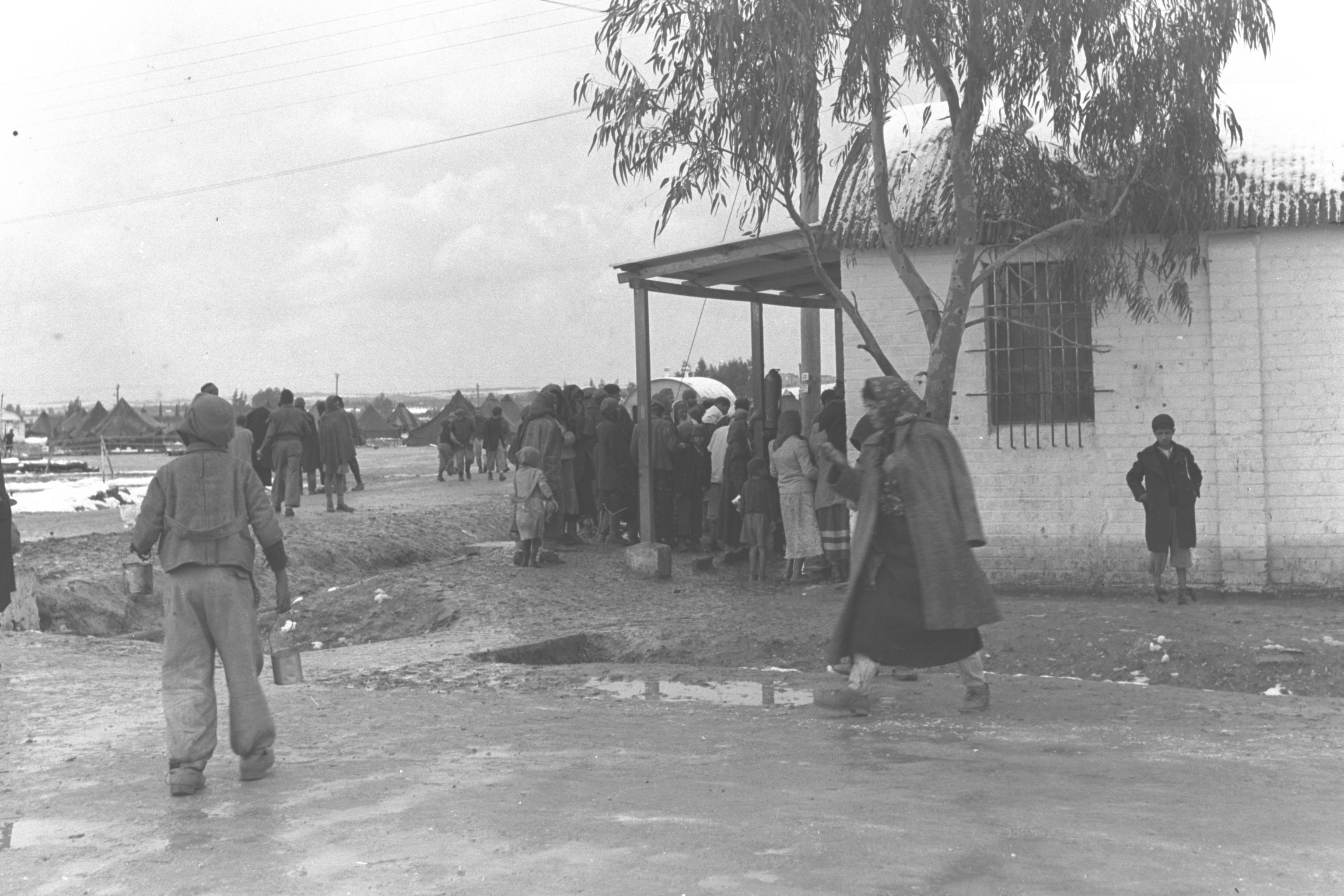
Parents yéménites attendant de pouvoir visiter leurs enfants à l'hôpital de Rosh Ha'ayin, 1950.

Mais la plus grande affaire, récemment élucidée seulement, qui constitua le traumatisme le plus durable pour cette communauté, est l'affaire des enfants yéménites. Il s’agit de la disparition dans des hôpitaux de mille à cinq mille nouveau-nés et nourrissons yéménites dans la période succédant à leur arrivée. En effet, à leur arrivée en Israël, beaucoup d’enfants, éprouvés par leur périple, étaient très affaiblis et furent envoyés en convalescence dans des hôpitaux. Certains furent déclarés morts.
Trois commissions d’enquête ont été réunies et n’aboutirent pas à des conclusions jugées satisfaisantes. Selon le personnel médical, certains enfants décédés furent enterrés sans que l’on puisse prévenir leurs parents en raison de la désorganisation entourant l’arrivée des Yéménites et notamment du mauvais enregistrement des noms. Des rumeurs persistantes au sein de la communauté yéménite évoquent le fait que ces enfants aient été donnés à des familles ashkénazes.
En 1995, une enquête gouvernementale est menée à la suite des incidents de Yehoud provoqués par le rabbin yéménite Uzi Meshulam. L'enquête est menée par les juges de la Cour suprême Cohen Yehuda et Yaakov Kadmi. Le comité a examiné plus de huit cents cas, et les conclusions ont été publiées en 2001 : 733 ont été déclarés morts. Le sort d'environ 56 enfants disparus a été déclaré incertain : l'enquête conclut qu'ils avaient pu être adoptés.
En 2016, sous la pression des familles victimes de ces pratiques et de l'opinion publique, Benjamin Netanyahu ouvre une enquête conduite par Tzachi Hanegbi, les documents relatifs à l'affaire sont déclassifiés et mis en ligne.

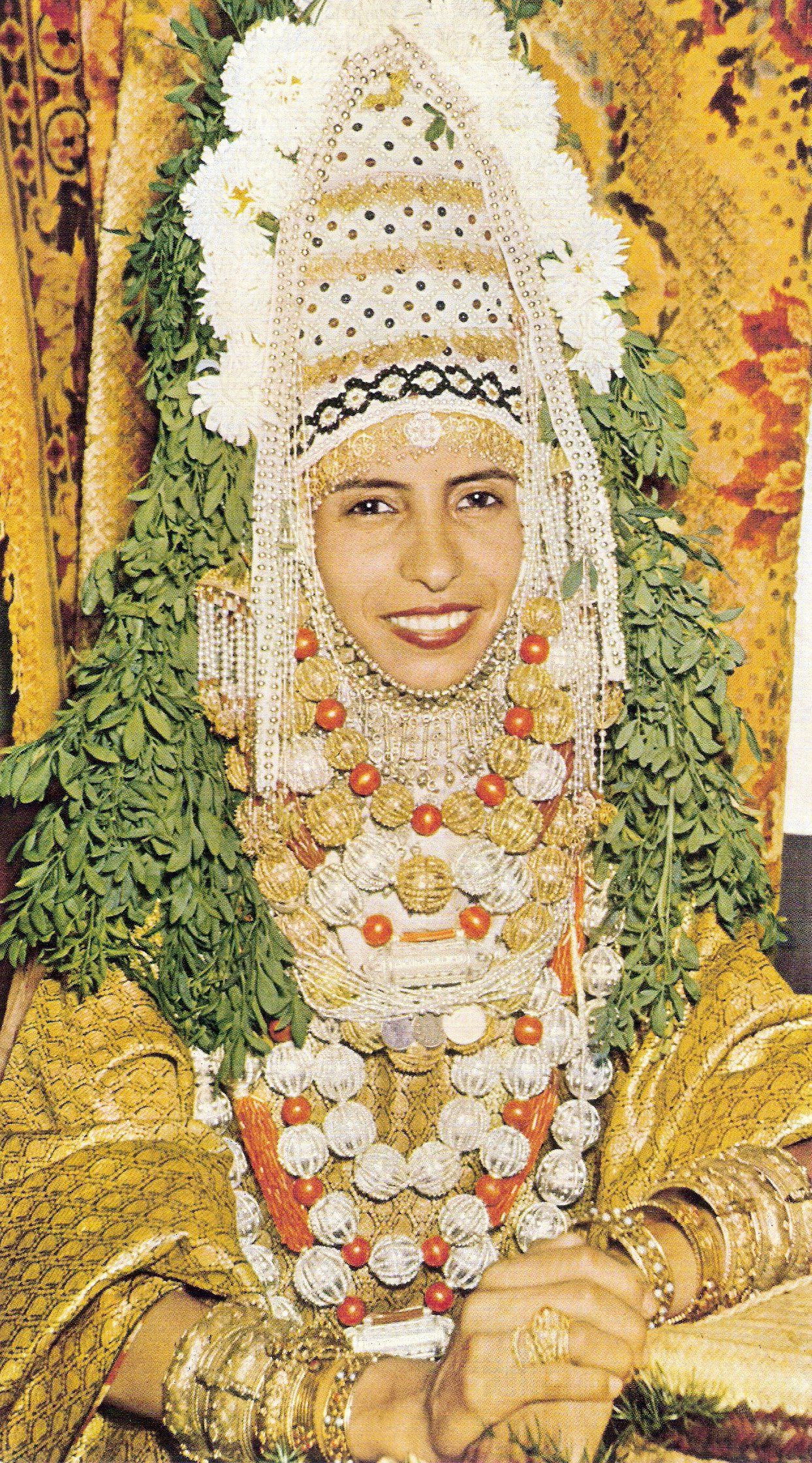
Mariée yéménite en Israël, 1950

## De nos jours
En mars 2022, les Nations unies signalent qu'il n'y a qu'un seul Juif au Yémen.

### Bibliographie

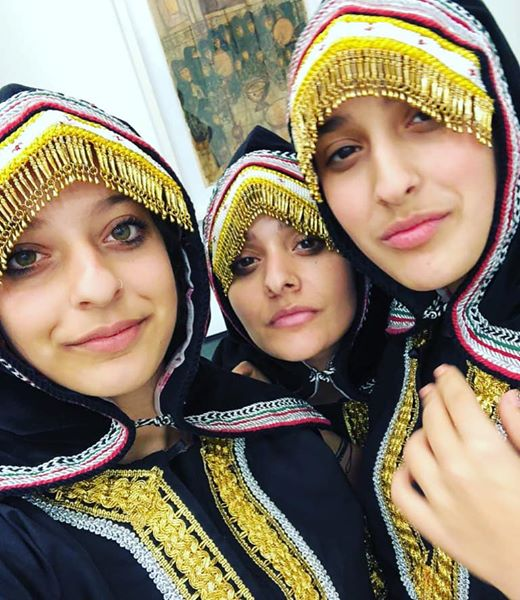
Jeunes Yéménites d'Israël portant la gargush traditionnelle, 2019

## Yéménites célèbres
Moshe Ya'ish al-Nahari (en) est enseignant et boucher à Dār ar Raydah. Le 11 décembre 2008, il est assassiné par un Yéménite musulman exigeant qu'il se convertisse à l'islam. À la suite de ce meurtre, sa veuve et ses 9 enfants décident d'émigrer en Israël.

## Culture

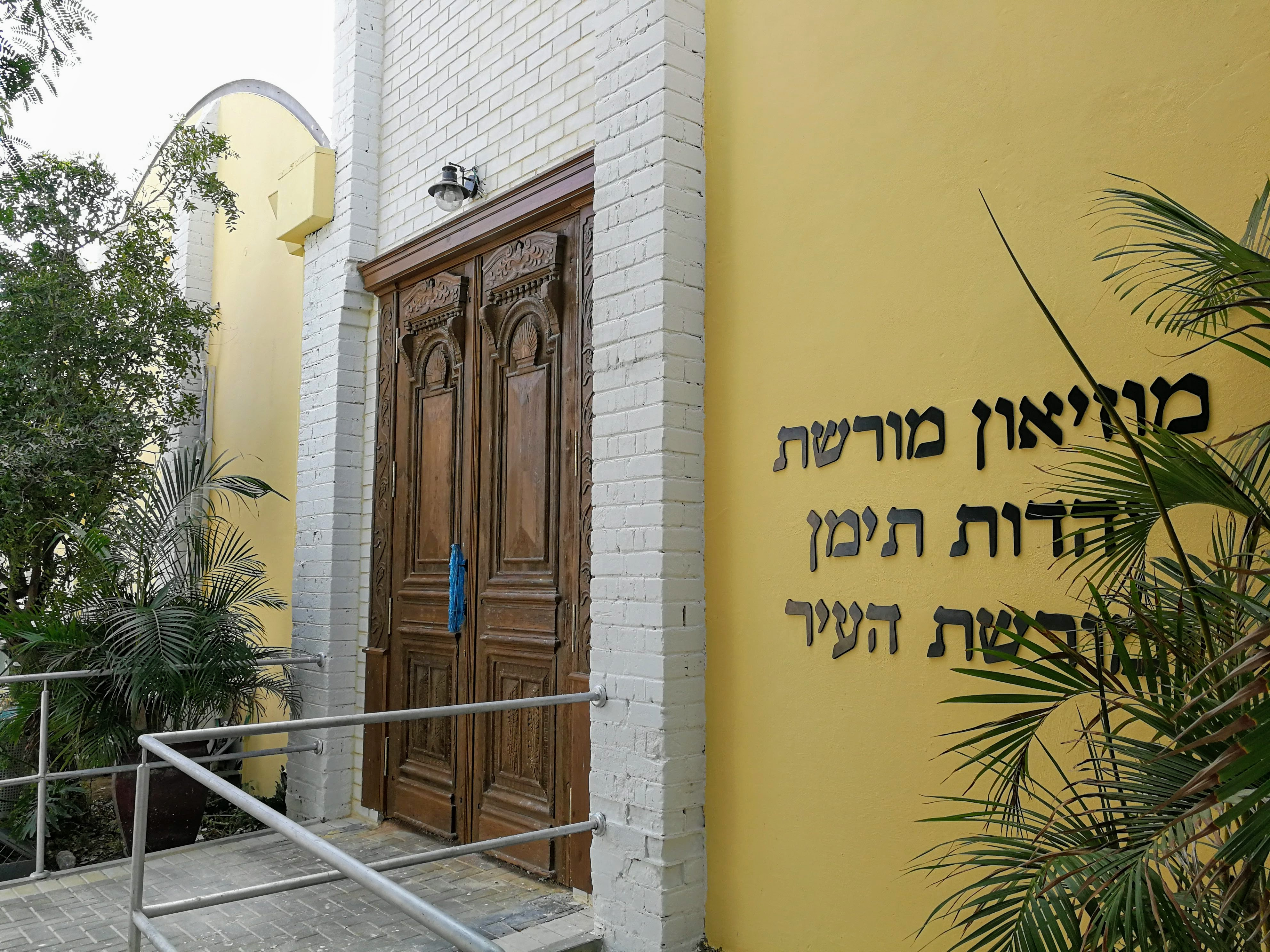
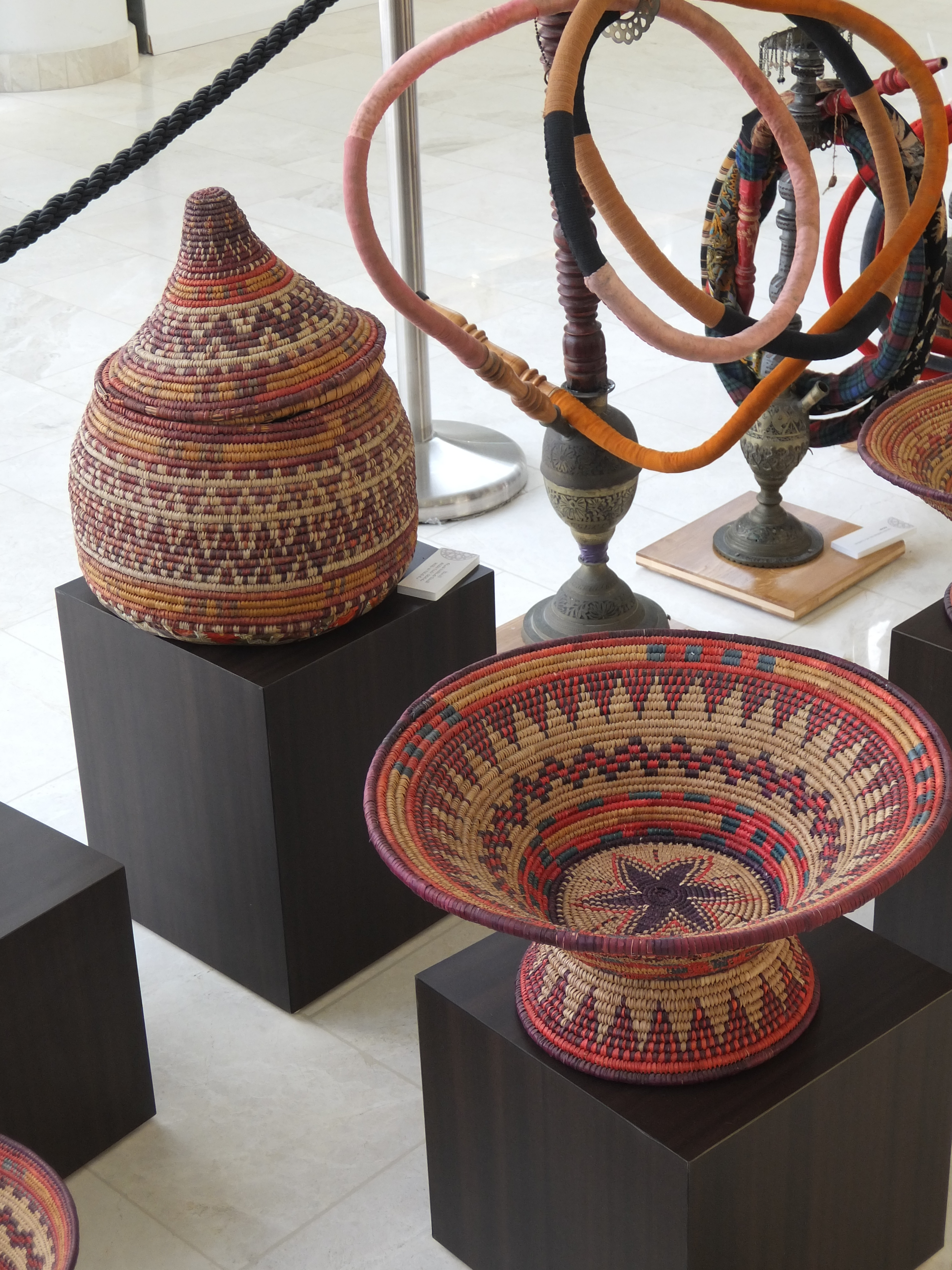
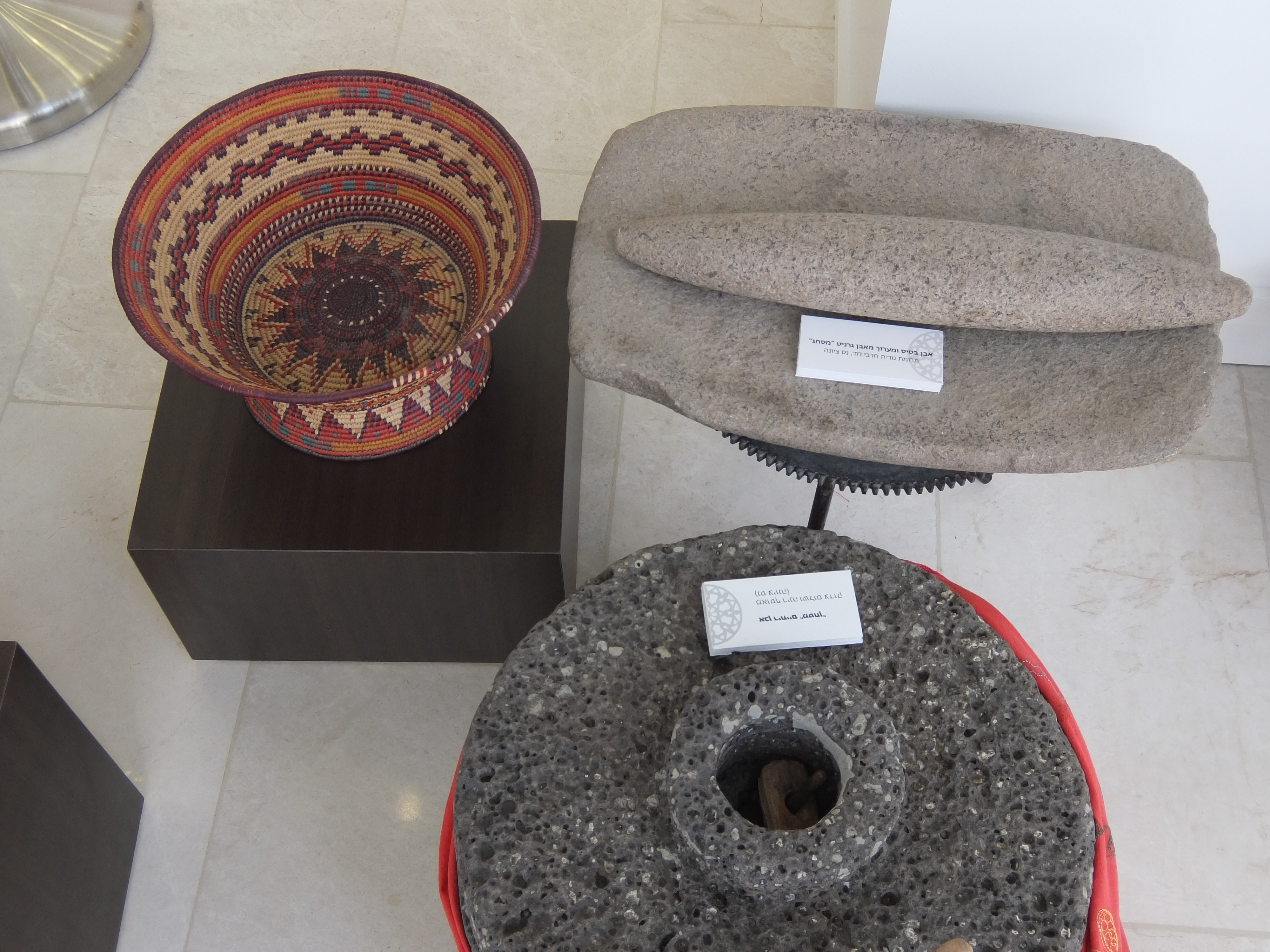
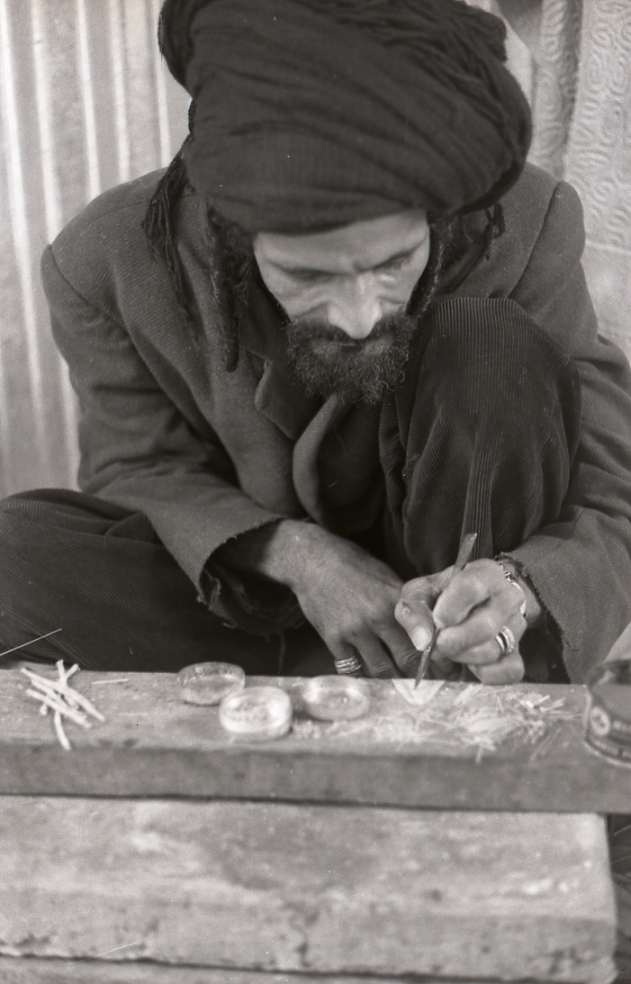
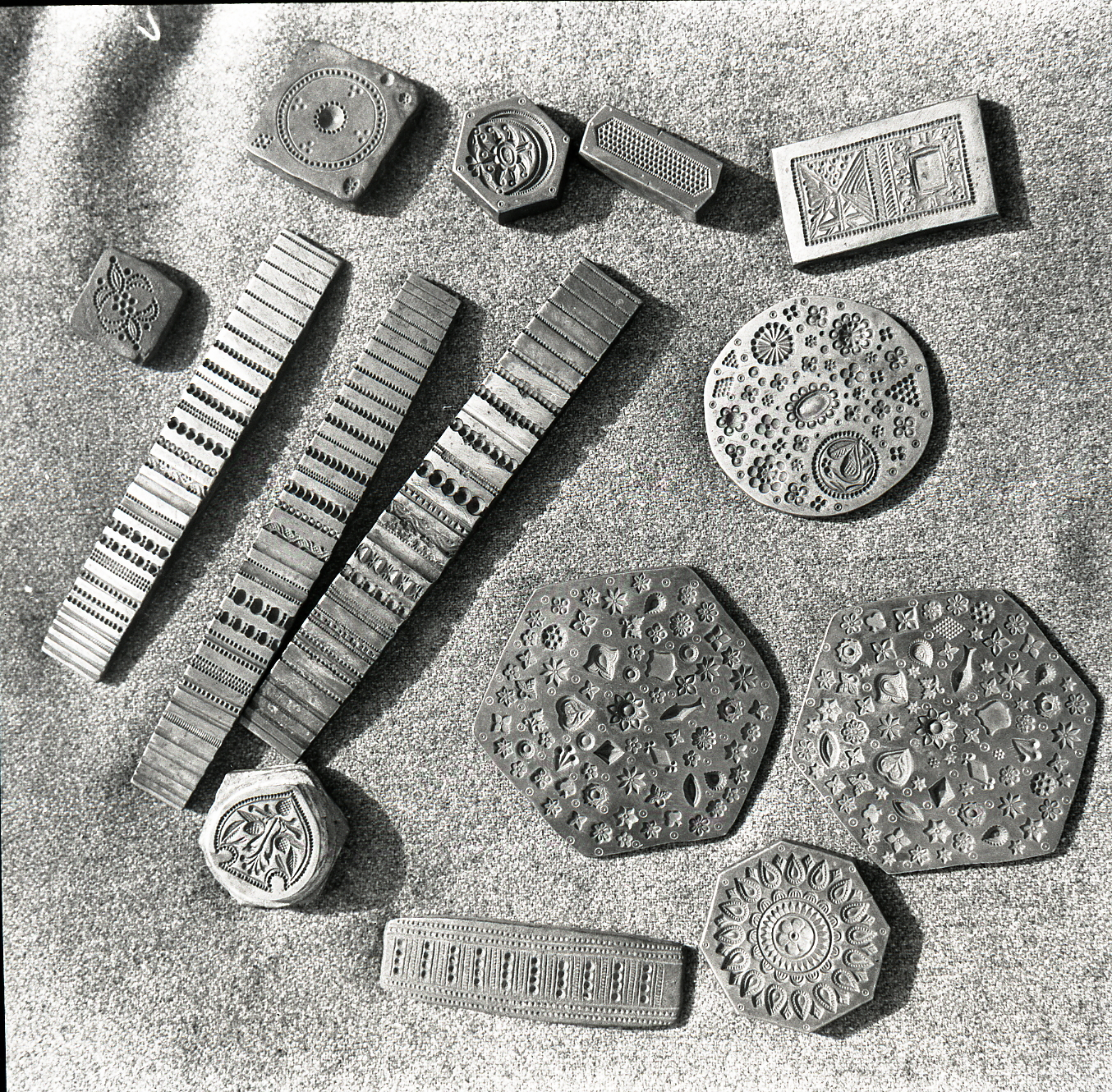
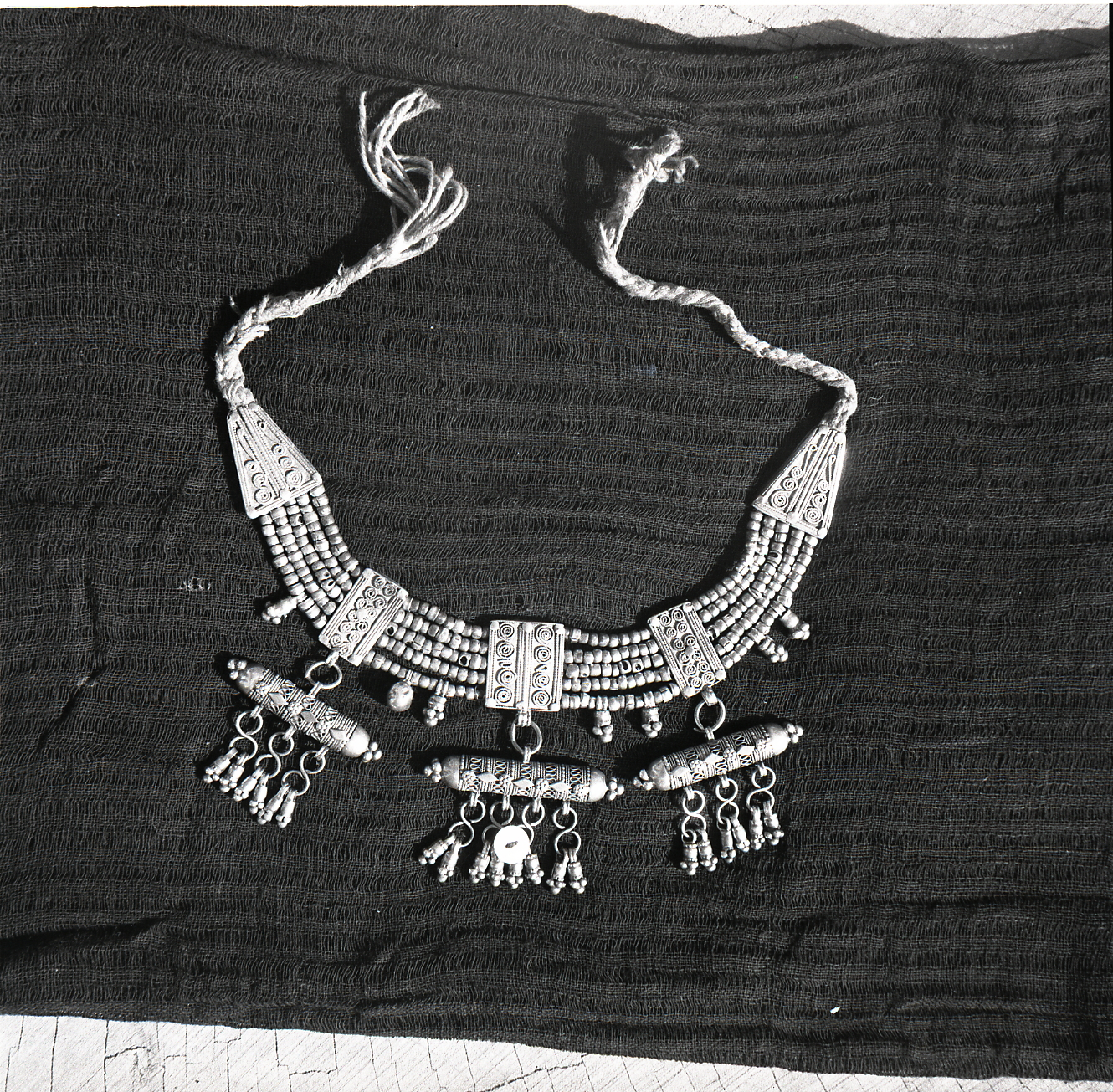
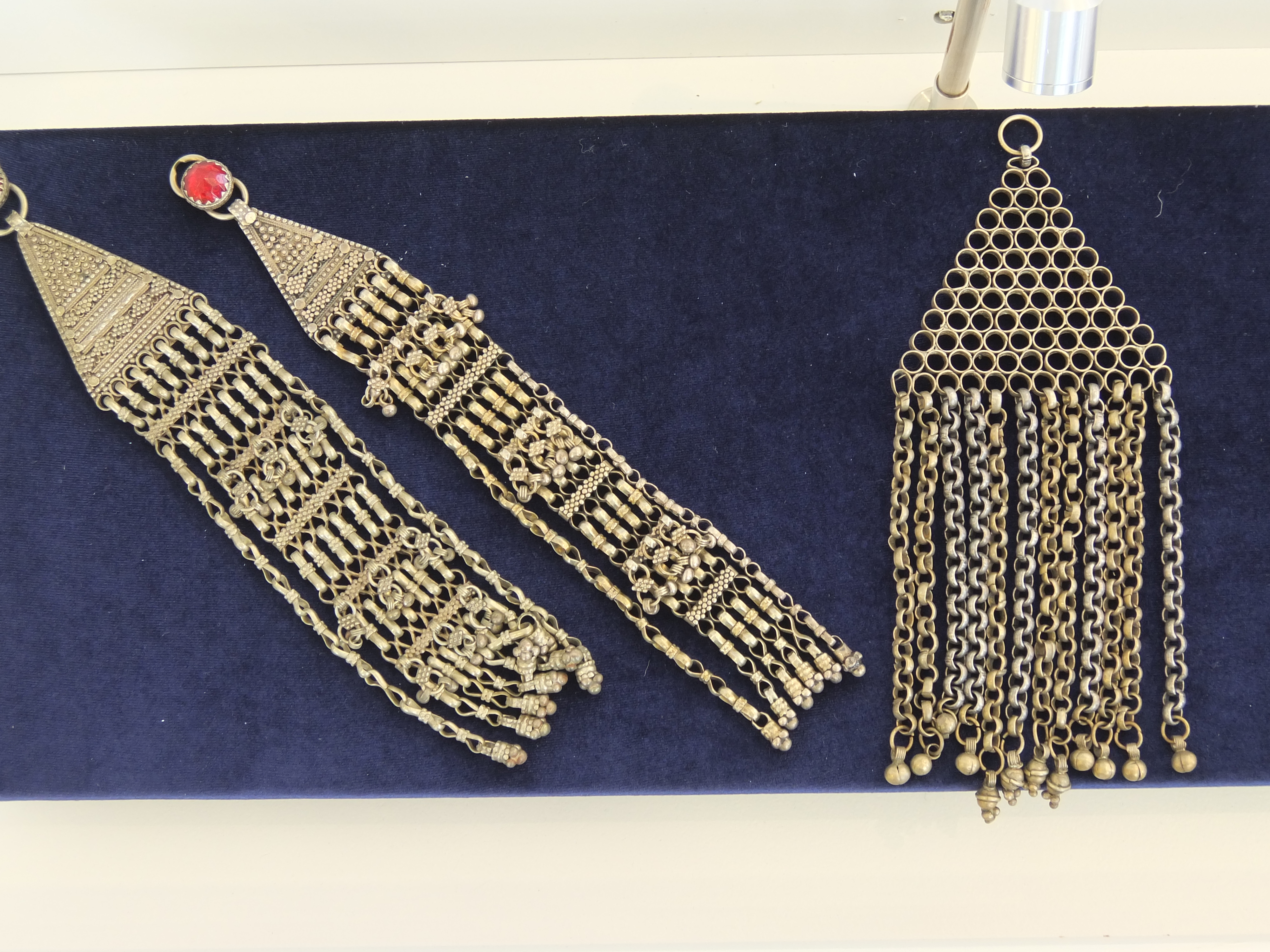
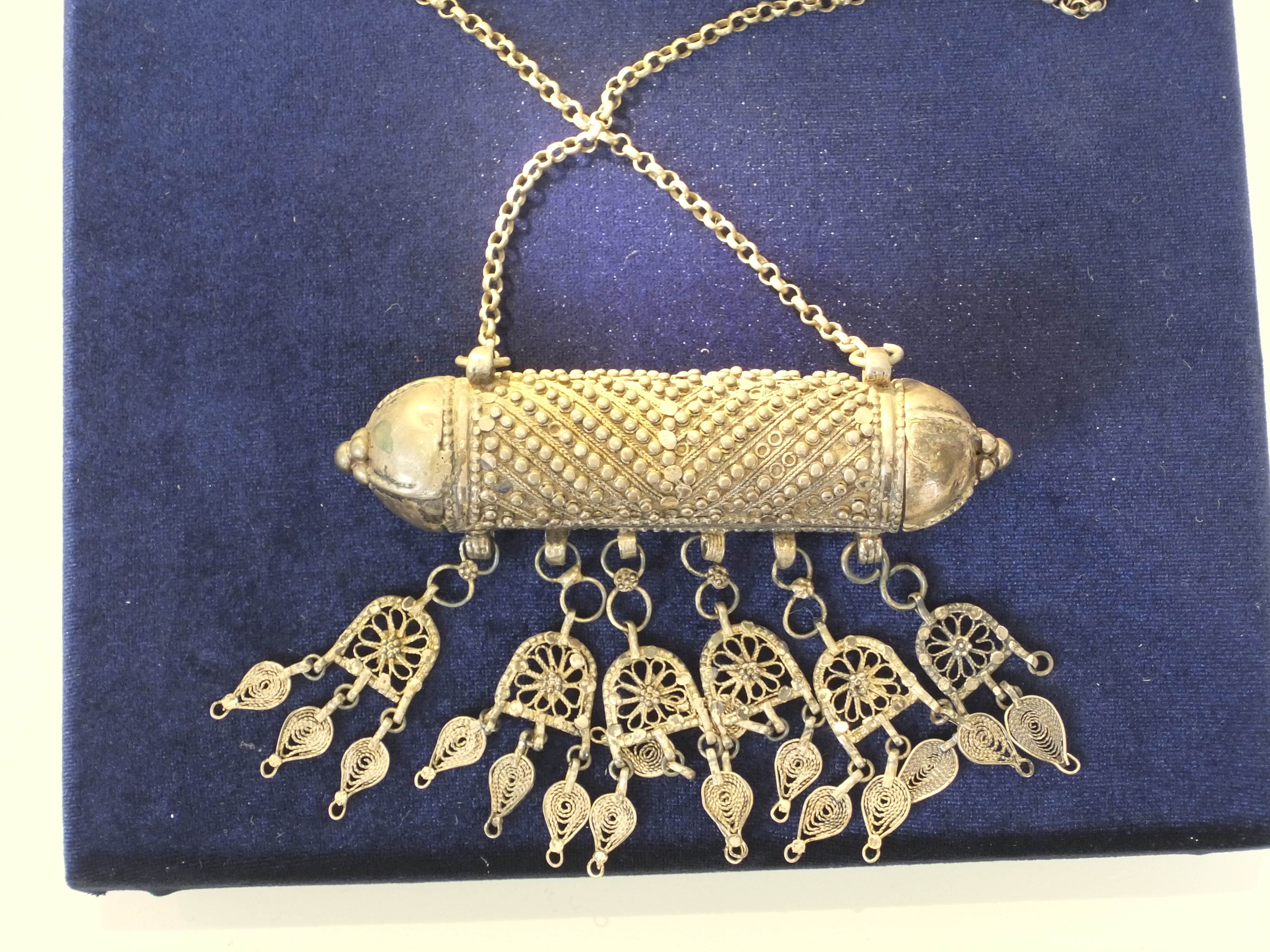
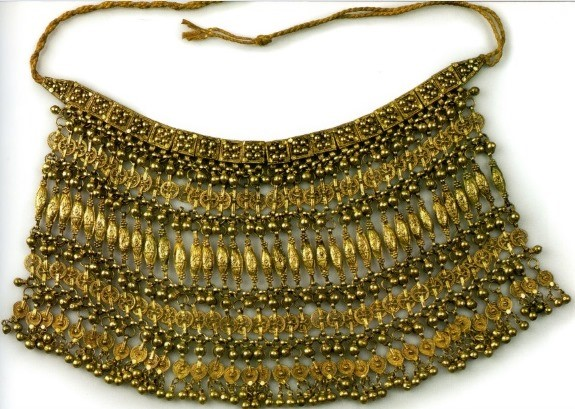
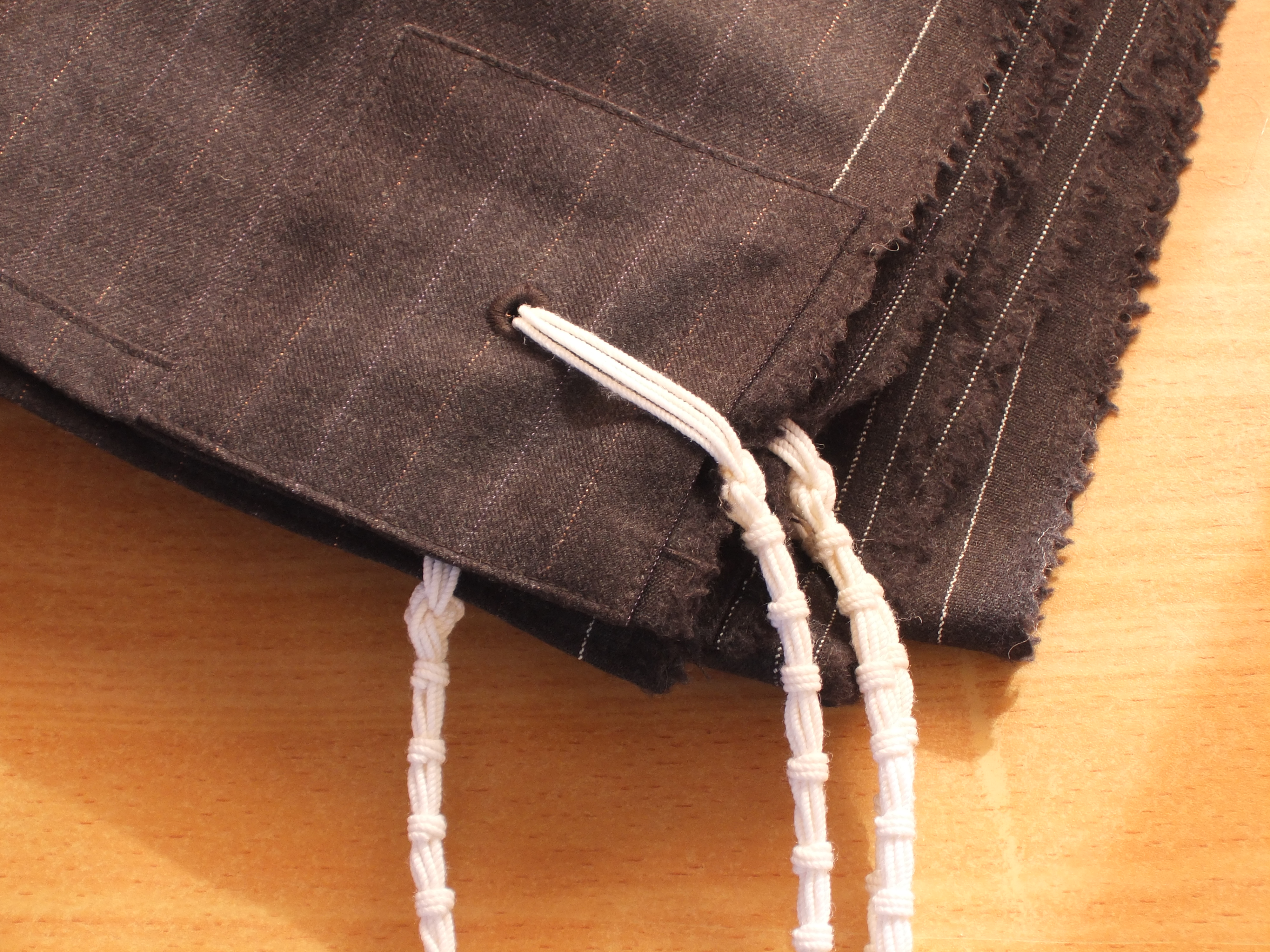
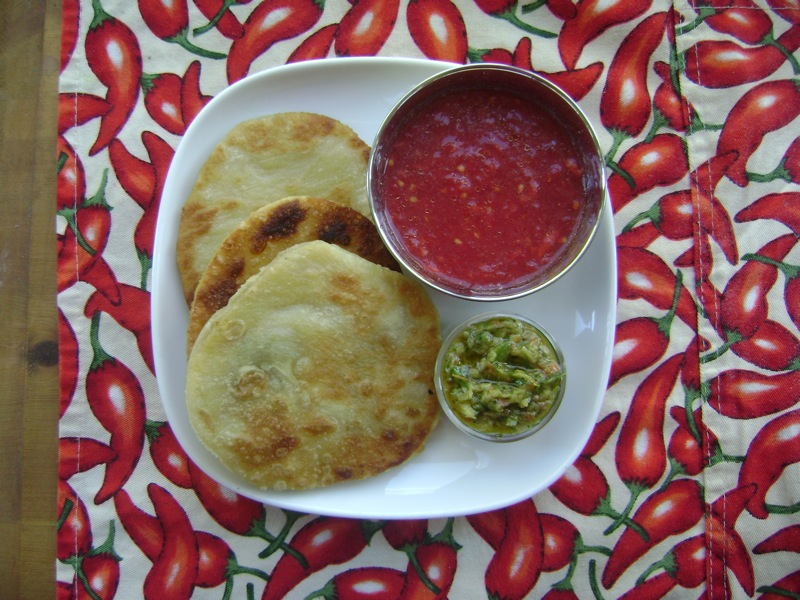
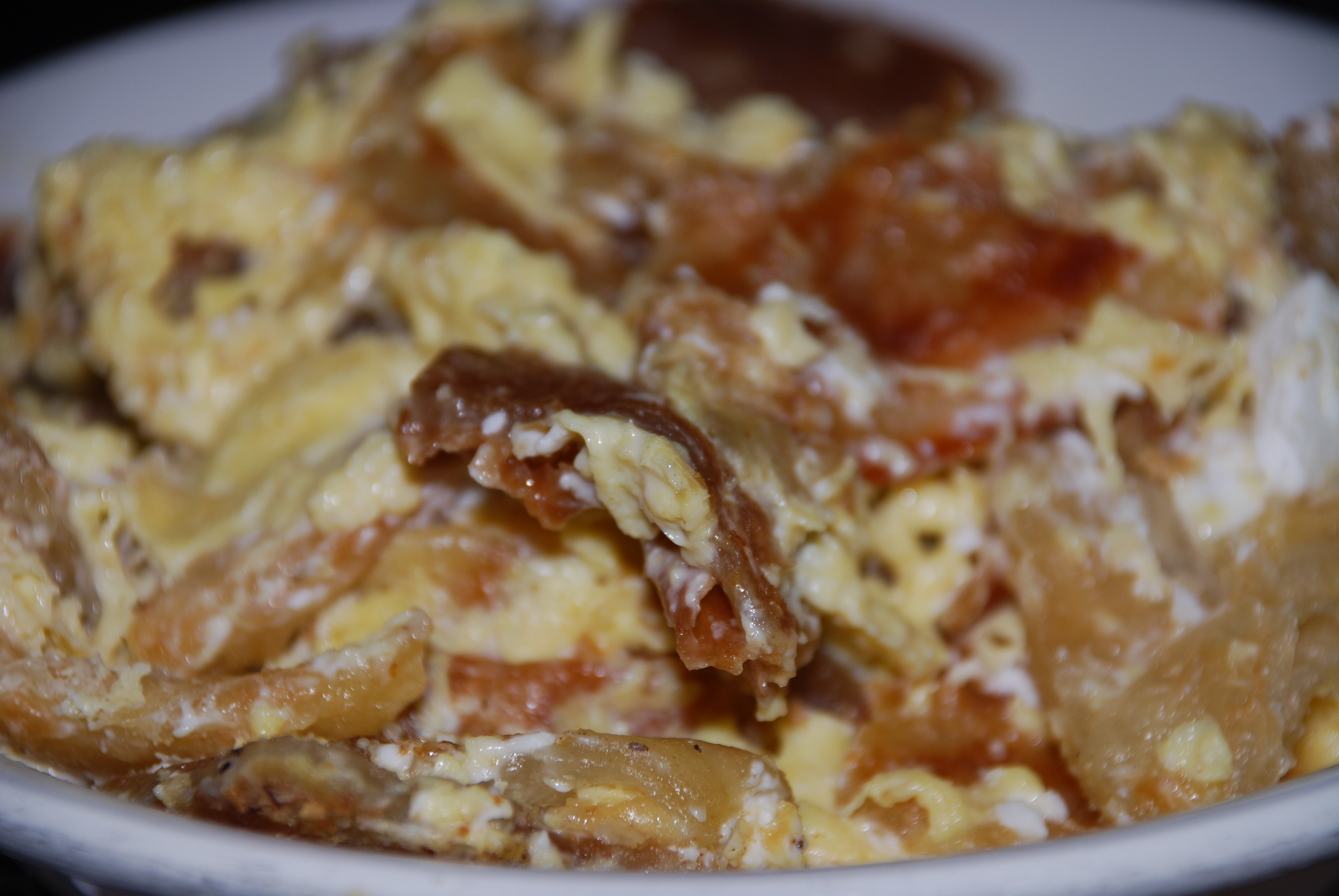

- Fichier:Museum_of_Jewish_Heritage_Yemen_2.jpg
- Fichier:Woven_baskets_and_nargillah.jpg
- Fichier:Grinding_stones_and_woven_basket.jpg
- Fichier:Jews_in_Hadhramaut_(997009323518805171.jpg
- Fichier:Jews_in_Hadhramaut_(997009323522505171.jpg
- Fichier:Jews_in_Hadhramaut_(997009323646705171).jpg
- Fichier:Intricate_patterns.jpg
- Fichier:Silver_amulet_with_pendants.jpg
- Fichier:Necklace_(David_Harris)_for_The_Israel_Museum.jpg
- Fichier:Talith_with_tassels_(tzitzit),_Rambam's_method.jpg
- Fichier:Malawach.jpg
- Fichier:Fatut.jpg